# Liste der Biografien/Sul
Liste der Biografien |
Portal Biografien |
Personensuche
# |
A |
B |
C |
D |
E |
F |
G |
H |
I |
J |
K |
L |
M |
N |
O |
P |
Q |
R |
S |
T |
U |
V |
W |
X |
Y |
Z |
?
 
Sa |
Sb |
Sc |
Sd |
Se |
Sf |
Sg |
Sh |
Si |
Sj |
Sk |
Sl |
Sm |
Sn |
So |
Sp |
Sq |
Sr |
Ss |
St |
Su |
Sv |
Sw |
Sy |
Sz
 
Sua |
Sub |
Suc |
Sud |
Sue |
Suf |
Sug |
Suh |
Sui |
Suj |
Suk |
Sul |
Sum |
Sun |
Suo |
Sup |
Suq |
Sur |
Sus |
Sut |
Suu |
Suv |
Suw |
Sux |
Suy |
Suz
Die Liste der Biografien führt alle Personen auf, die in der deutschsprachigen Wikipedia einen Artikel haben. Dieses ist eine Teilliste mit 599 Einträgen von Personen, deren Namen mit den Buchstaben „Sul“ beginnt.

## Sul
- Sul-Te-Wan, Madame (1873–1959), US-amerikanische Film- und Theaterschauspielerin

### Sula
- Sula, Jessica (* 1994), britische SchauspielerinJessica Sula (* 1994)

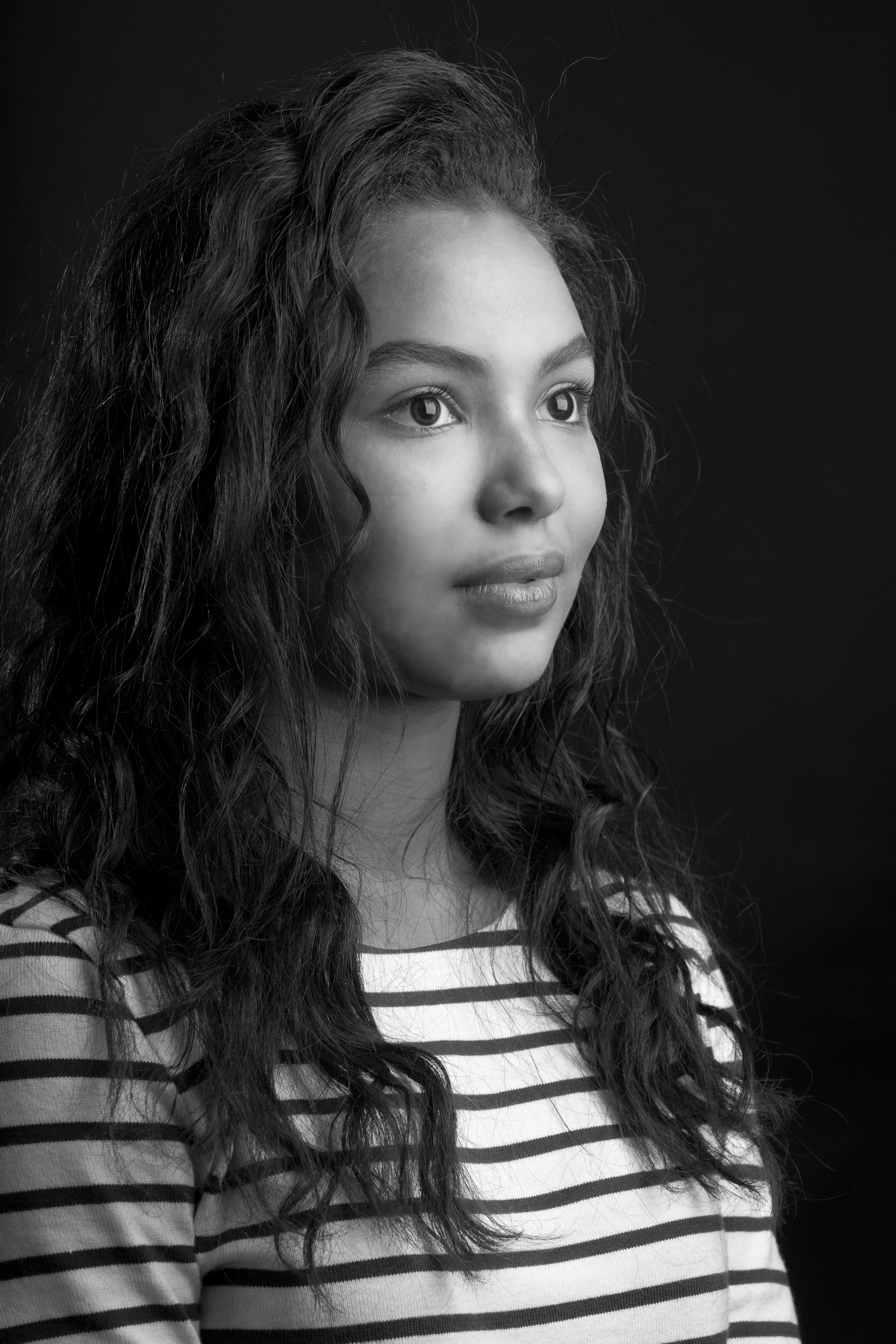
Jessica Sula (* 1994)

- Sula, Marianne (* 1954), österreichische Schriftstellerin
- Sulac, Doina (* 1988), moldauische Volksmusiksängerin und Songwriterin
- Sulac, Nicolae (1936–2003), rumänisch-moldauischer Volksmusiksänger
- Sulagh, Bayan Baqir, irakischer Innenminister
- Sulaima bint al-Mahdi, Prinzessin der Abbasiden-Dynastie
- Sulaiman († 1511), Sultan von Brunei
- Sulaiman al-Fahim (* 1977), arabischer Milliardär und Geschäftsführer von Hydra Properties
- Sulaiman al-Mustain († 1016), Kalif von Córdoba
- Sulaiman Awaekachi (* 1988), thailändischer Fußballspieler
- Sulaimān ibn ʿAbd al-Malik († 717), Kalif der Umayyaden
- Sulaiman II. († 1750), safawidischer Schah von Persien ohne wirkliche Macht
- Sulaiman Schah († 1236), Großvater von Osman I., dem Gründer des Osmanischen Reiches
- Sulaiman, Amran (* 1968), indonesischer Politiker und Agrarwissenschaftler, Landwirtschaftsminister
- Sulaiman, Hamid (* 1986), syrischer Maler und Comicautor
- Sulaimán, José (1931–2014), mexikanischer Boxpromoter und Präsident des World Boxing Council (WBC)
- Sulaiman, Michel (* 1948), libanesischer General und Politiker
- Sulaiman, Mulai (1760–1822), Sultan der Alawiden in Marokko
- Sulaiman, Safirul (* 1992), singapurischer Fußballspieler
- Sulaiman, Salbiah (* 1952), Politikerin in Brunei
- Sulaiman, Shooshie (* 1973), malaysische Künstlerin
- Sulaimanowa, Chaditscha Sulaimanowna (1913–1965), sowjetische Rechtswissenschaftlerin und Hochschullehrerin
- Šulajová, Zuzana (* 1978), slowakische Schauspielerin und Fotografin
- Sulak, Lawrence R. (* 1944), US-amerikanischer experimenteller Teilchenphysiker
- Sulaka, Rebin (* 1992), irakisch-schwedischer Fußballspieler
- Sulakauri, Artschil (1927–1997), georgischer Schriftsteller
- Sulakwelidse, Tengis (* 1956), sowjetisch-georgischer Fußballspieler
- Sulamanidse, Ilia (* 2001), georgischer Judoka
- Sulamī, Abū ʿAbd ar-Rahmān as- (937–1021), islamischer Mystiker
- Sulander, Ari (* 1969), finnisch-schweizerischer Eishockeytorhüter
- Sulanke, Rolf (1930–2024), deutscher Mathematiker
- Sulantay, José (1940–2023), chilenischer Fußballspieler
- Sulaqa († 1555), Gegen-Patriarch der ostsyrischen Kirche des Ostens
- Sulaqa, Joseph († 1569), Erzbischof und Metropolit der Indischen Thomaschristen
- Sulari, Berrin (* 1974), türkisch-alevitische Sängerin
- Suları, Davut (1925–1985), türkischer Sänger
- Sulari, Edibe (1953–1993), türkisch-alevitische Volkssängerin
- Šulava, Nenad (1962–2019), kroatischer Schachspieler
- Sulaver, Irina (* 1990), deutsche Schauspielerin, Ensemblemitglied des Burgtheaters
- Sulaya (* 1982), Schweizer Rapper
- Sulayem, Mohammed bin (* 1961), emiratischer Automobilrennfahrer und seit Dezember 2021 Präsident des Welt-Automobilverbandes FIAMohammed bin Sulayem (* 1961)

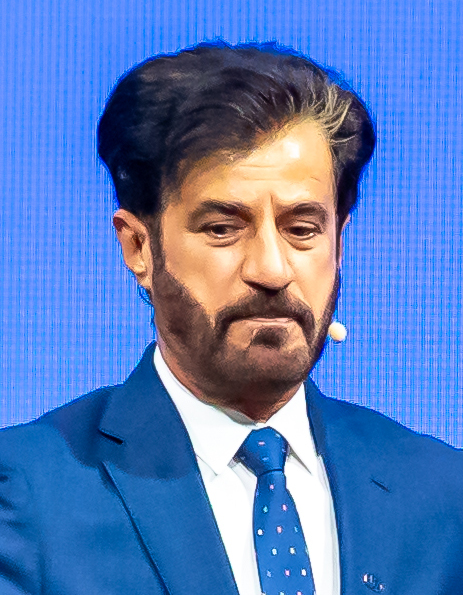
Mohammed bin Sulayem (* 1961)

- Sulayhem, Abdulmajeed al- (* 1994), saudi-arabischer Fußballspieler

### Sulc
- Šulc, František (* 1978), slowakischer Handballspieler
- Šulc, Josef (1907–1977), tschechoslowakischer Marathonläufer
- Šulc, Ondřej (* 1983), tschechischer Handballspieler
- Šulc, Pavel (* 2000), tschechischer Fußballspieler
- Sulca Effio, José Antonio (1938–2023), peruanischer Philologe, Literaturwissenschaftler, Hochschullehrer, Journalist, Schauspieler, Theaterleiter, Dichter und Schriftsteller
- Sulca, Nélida (* 1987), peruanische Langstreckenläuferin
- Šulcas, Artūras (* 1957), litauischer Politiker und Bürgermeister
- Šulcová, Lucie (* 1990), tschechische Fußballschiedsrichterin

### Sule
- Sule Candia, Anselmo (1934–2002), chilenischer Politiker
- Sule, Abdel Rahman, Politiker im Süden des Sudan
- Sule, Al-Haji Yusuf Maitama (1929–2017), nigerianischer Historiker, Politiker und Diplomat
- Sule, Francis (* 1963), nigerianischer Tischtennisspieler
- Sule, Gustav (1910–1942), estnischer Leichtathlet
- Süle, Niklas (* 1995), deutscher FußballspielerNiklas Süle (* 1995)

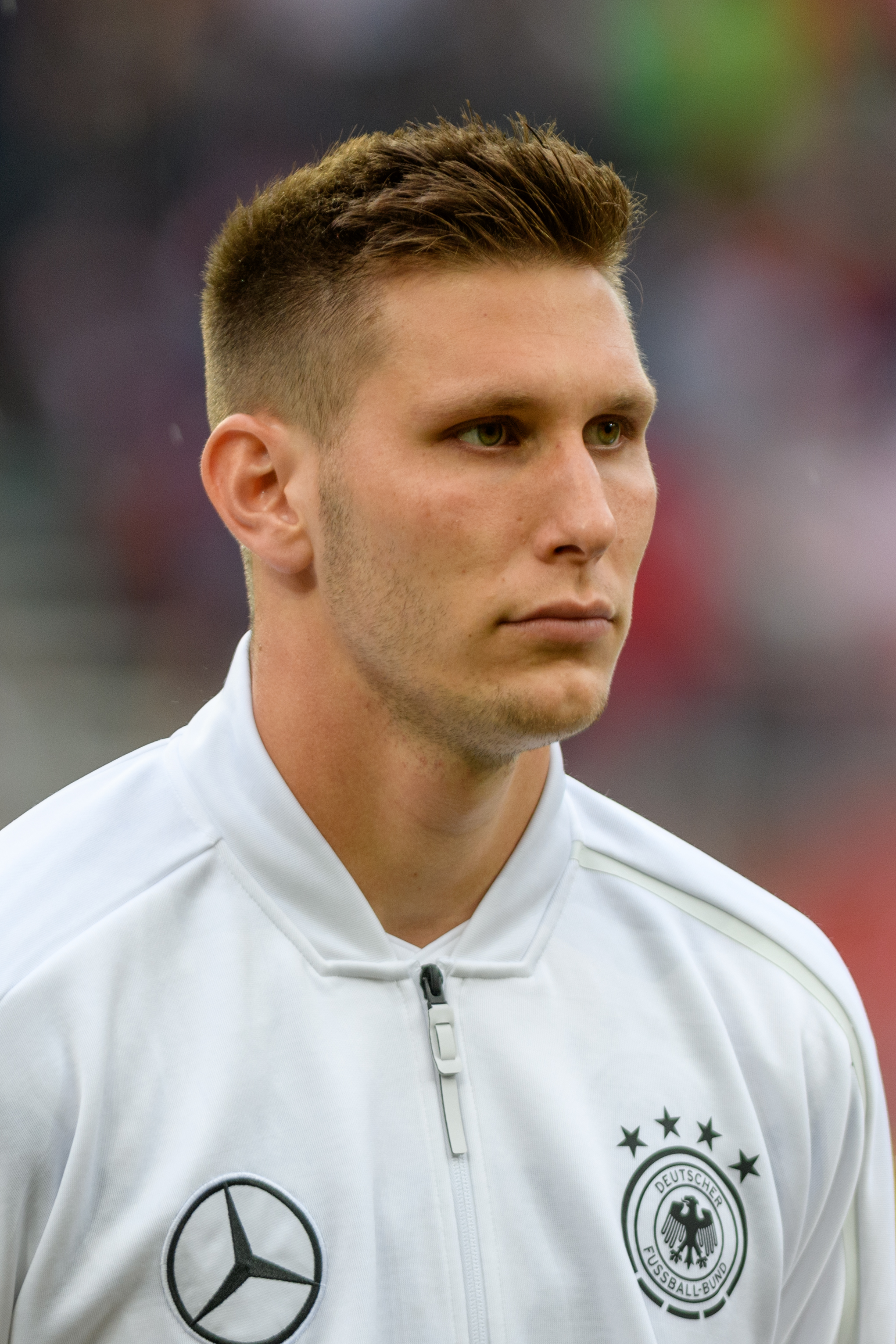
Niklas Süle (* 1995)

- Süle, Tibor (* 1933), ungarisch-deutscher Osteuropahistoriker, Bibliothekar und Hochschullehrer
- Sulęcki, Maciej (* 1989), polnischer Boxer
- Suleiman al-Obeid (1984–2025), palästinensischer Fußballspieler
- Suleiman ibn Daoud († 1248), Person des ismailitischen schiitischen Islam
- Suleiman ibn Ilghazi († 1124), Emir von Mayyafaraqin (ab 1122)
- Suleiman ibn Kutalmiş († 1086), Sultan von Rum
- Suleiman II. († 1204), Sultan von Rum
- Süleiman Pascha (1838–1892), osmanischer Offizier
- Suleiman, Alexander (* 1970), deutscher Cellist
- Suleiman, Elia (* 1960), palästinensischer Filmregisseur
- Suleiman, Mohamed (* 1969), katarischer Mittel- und Langstreckenläufer somalischer Herkunft
- Suleiman, Mohammed († 2008), syrischer Brigadegeneral
- Suleiman, Mohammed Ibrahim (* 1946), ägyptischer Politiker
- Suleiman, Omar (1936–2012), ägyptischer Politiker
- Suleimani, Hussein (* 1977), saudi-arabischer Fußballspieler
- Suleimani, Mohammed al- (* 2001), omanischer Leichtathlet
- Suleimanow, Magomed-Schapi Kamiljewitsch (* 1999), russischer Fußballspieler
- Suleimanow, Rais Rawkatowitsch (* 1984), russischer Religionswissenschaftler und Islamwissenschaftler
- Suleimanow, Renart Wafitsch (* 1937), sowjetischer Sportschütze
- Suleimanow, Timur Igramutdinowitsch (* 2000), russischer Fußballspieler
- Süleimenow, Iljas (* 1990), kasachischer Boxer
- Süleimenow, Qajyrbek (* 1949), kasachischer Politiker
- Süleimenow, Timur (* 1978), kasachischer Politiker
- Süleimenow, Töleutai (* 1941), kasachischer Diplomat und Politiker
- Sulej, Joanna (* 1989), polnische Eiskunstläuferin
- Sulej, Tomasz (* 1974), polnischer Paläontologe
- Sulejmani, Miralem (* 1988), serbischer Fußballspieler
- Sulejmani, Valmir (* 1996), deutsch-albanischer FußballspielerValmir Sulejmani (* 1996)

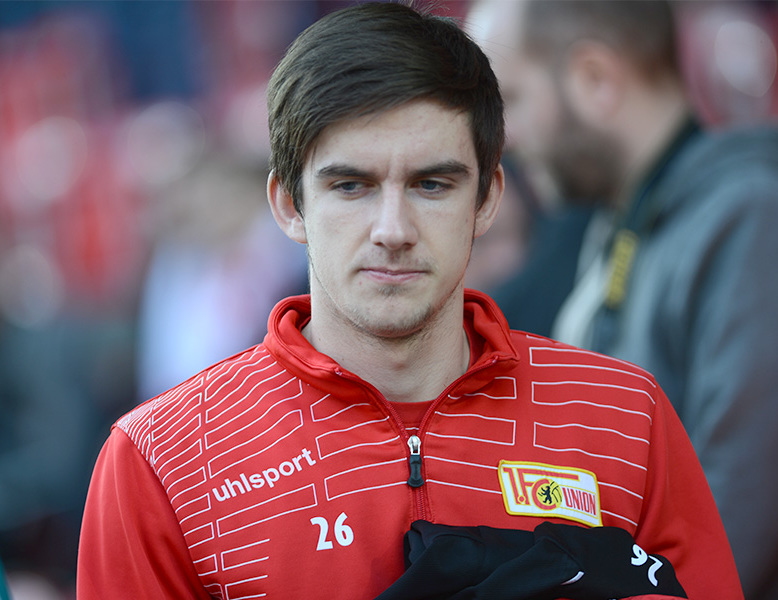
Valmir Sulejmani (* 1996)

- Sulejmanović, Mirsad (* 1997), österreichischer Fußballspieler
- Šulek, Bogoslav (1816–1895), kroatischer Linguist
- Šulek, Miroslav (* 1993), slowakischer Skilangläufer
- Šulek, Stjepan (1914–1986), jugoslawischer Komponist und Dirigent
- Sułek-Schubert, Adrianna (* 1999), polnische Siebenkämpferin
- Sulele, Morgan (* 1991), norwegischer Sänger und Songwriter
- Sulem, Catherine (* 1957), kanadische Mathematikerin und Violinistin
- Suleman, Samira (* 1991), ghanaische Fußballspielerin
- Sulemana, Kamaldeen (* 2002), ghanaischer Fußballspieler
- Sulemana, Memunatu (* 1977), ghanaische Fußballspielerin
- Šuler, Marko (* 1983), slowenischer Fußballspieler
- Suleski, Kristian (* 1997), Schweizer Eishockeyspieler
- Sulevski, Tomislav (* 1986), kroatischer Eishockeyspieler
- Sulewski, Claudia (* 1996), US-amerikanische Schauspielerin
- Süleyman Çelebi (1377–1411), osmanischer Prinz und Herrscher über Teile des Osmanischen Reiches
- Süleyman I. († 1566), Sultan des Osmanischen Reichs (1520–1566)Süleyman I. († 1566)

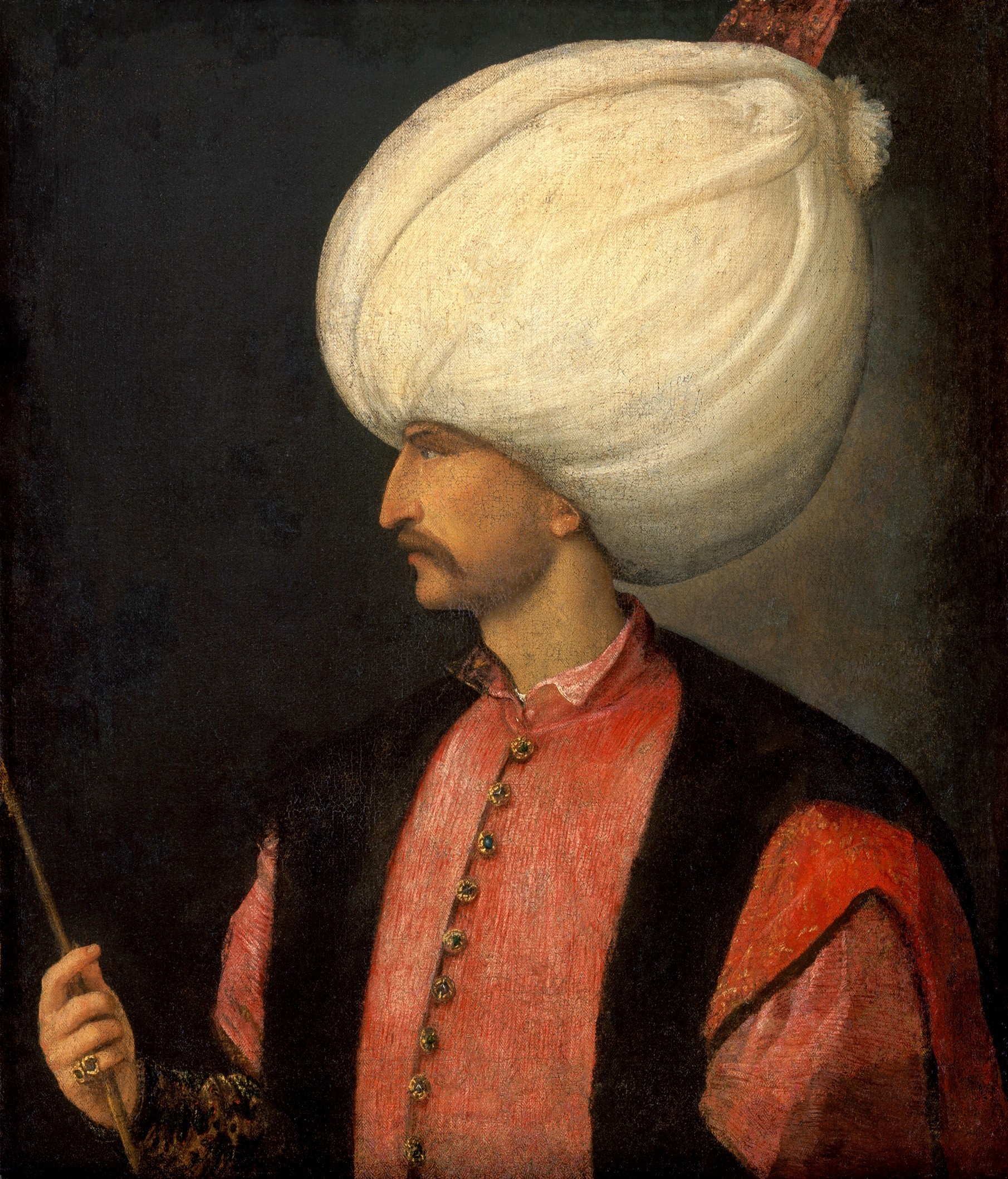
Süleyman I. († 1566)

- Süleyman II. (1642–1691), Sultan des Osmanischen Reiches (1687–1691)
- Süleyman Reis († 1620), niederländischer Korsar
- Süleyman, Faik (1876–1916), türkischer General
- Suleyman, Mustapha (* 1999), burundischer Fußballspieler
- Süleymanlı, Aydın (* 2005), aserbaidschanischer Schachspieler
- Süleymanoğlu, Naim (1967–2017), bulgarisch-türkischer Gewichtheber
- Süleymanoğlu, Nurhan (* 1971), türkischer Boxer
- Süleymanov, Zülfüqar (* 1982), aserbaidschanischer Gewichtheber
- Süleymanova, Elmira (1937–2024), sowjetisch-aserbaidschanische Chemikerin, Menschenrechtlerin und Frauenrechtlerin

### Sulf
- Sulfaro, Giuseppe (* 1984), italienischer Schauspieler

### Sulg
- Šulgan, Robert (* 1975), tschechischer Schwergewichtsboxer
- Sulger, Arnold (1919–2010), Schweizer Fussballspieler
- Sulger-Gebing, Emil (1863–1923), deutscher Literaturhistoriker
- Šulgi, König der Sumerischen Renaissance
- Sulgius Caecilianus, Gaius, römischer Offizier (Kaiserzeit)

### Suli
- Suli, Abu Bakr Muhammad bin Yahya as- (880–946), arabischer Meister und Komponist im Schatrandsch
- Süli, Endre (* 1956), serbisch-britischer Mathematiker
- Suli, Ilirjan (* 1975), albanischer Gewichtheber
- Šulić, Luka (* 1987), slowenisch-kroatischer CellistLuka Šulić (* 1987)

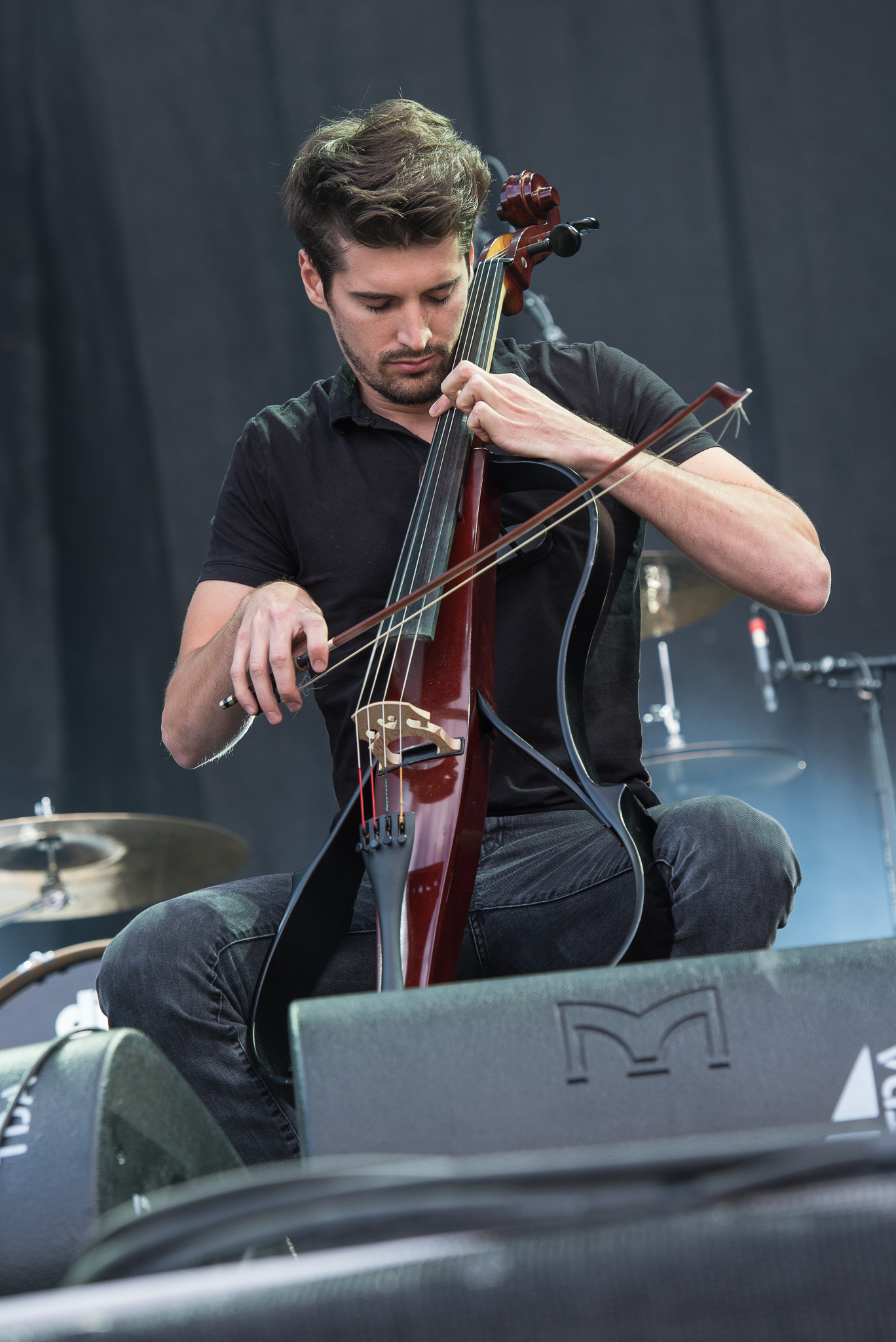
Luka Šulić (* 1987)

- Sulić, Renato (* 1979), kroatischer Handballspieler
- Sulieman, Idrees (1923–2002), US-amerikanischer Jazztrompeter und Flügelhornist
- Sulik, Bolesław (1929–2012), polnisch-britischer Journalist, Drehbuchautor und Regisseur
- Šulík, Martin (* 1962), slowakischer Schauspieler, Drehbuchautor und Regisseur
- Sulík, Martin (* 1997), slowakischer Fußballspieler
- Sulík, Richard (* 1968), slowakischer Ökonom und Politiker, Mitglied des Nationalrats, MdEP
- Sulikowski, Jéssica (* 1994), deutsche Laiendarstellerin mit brasilianischen Wurzeln
- Sulili, assyrischer König
- Suliman, Aktham (* 1970), syrischer Journalist
- Suliman, Ali (* 1977), israelisch-arabischer Schauspieler
- Suliman, Musa (* 2004), sudanesischer Leichtathlet
- Suliman, Rami (* 1956), israelisch-deutscher Unternehmer und Richter am Verfassungsgerichtshof für das Land Baden-Württemberg
- Sulimani, Benjamin (* 1988), österreichischer FußballspielerBenjamin Sulimani (* 1988)

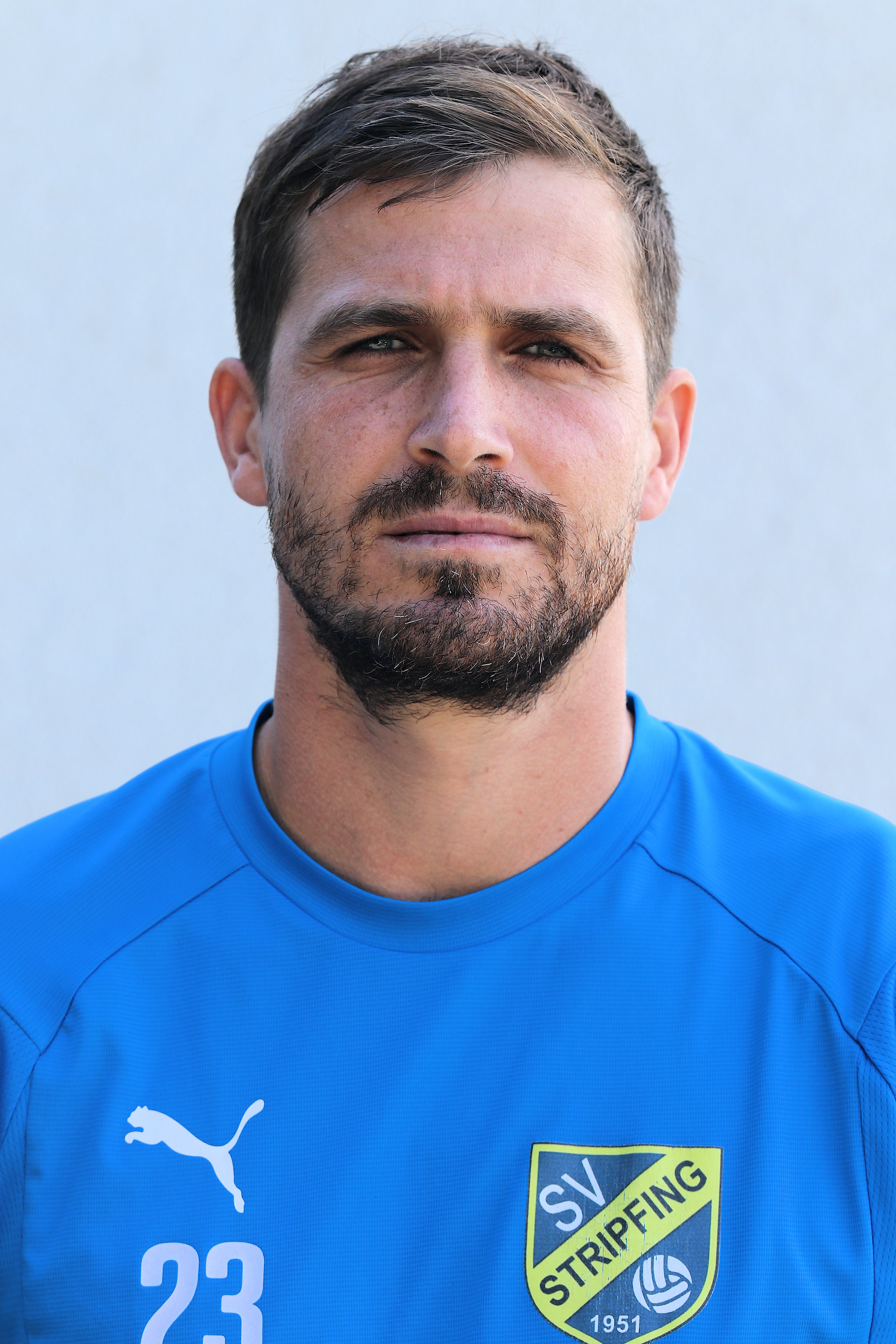
Benjamin Sulimani (* 1988)

- Sulimani, Emin (* 1986), österreichischer Fußballspieler
- Sulimani, Harun (* 1991), österreichischer Fußballspieler
- Sulimma, Hans-Günter (1933–2020), deutscher Diplomat
- Sulimma, Karin (1962–2011), österreichische Künstlerin
- Sulimow, Daniil Jegorowitsch (1891–1937), sowjetischer Parteifunktionär und Staatsmann
- Sulimski, Andrzej (1926–1997), polnischer Paläontologe
- Šulin, Patricija (* 1965), slowenische Politikerin
- Suling, Eduard (1856–1922), deutscher Wasserbauingenieur, staatlicher Baubeamter in Bremen
- Sulinski, Cathy (* 1958), US-amerikanische Speerwerferin
- Sulinus, römisch-britischer Bildhauer
- Sulinyavongsa (* 1618), König des laotischen Reiches Lan Xang
- Šuliokas, Eugenijus (* 1988), litauischer Jurist, stellvertretender Justizminister
- Sulistianingsih, Erma (* 1965), indonesische Badmintonspielerin
- Sulistyawan, Dendy (* 1996), indonesischer Fußballspieler

### Sulj
- Suljagić, Kenan (* 1985), bosnisch-herzegowinischer Naturbahnrodler
- Suljaković, Anadin (* 1998), bosnisch-katarischer Handballspieler
- Suljaković, Šemsa (* 1951), bosnische Sängerin
- Suljandsiga, Pawel Wassiljewitsch (* 1962), russischer Politiker und Aktivist für Rechte indigener Völker
- Suljanovic, Omer (* 2005), österreichischer Basketballspieler
- Suljic, Sunny (* 2005), US-amerikanischer SchauspielerSunny Suljic (* 2005)

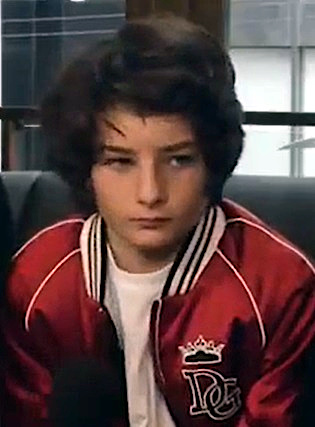
Sunny Suljic (* 2005)

- Suljić-Boškailo, Bisera (* 1965), bosnisch-herzegowinische Schriftstellerin
- Suljović, Mensur (* 1972), serbischer DartspielerMensur Suljović (* 1972)

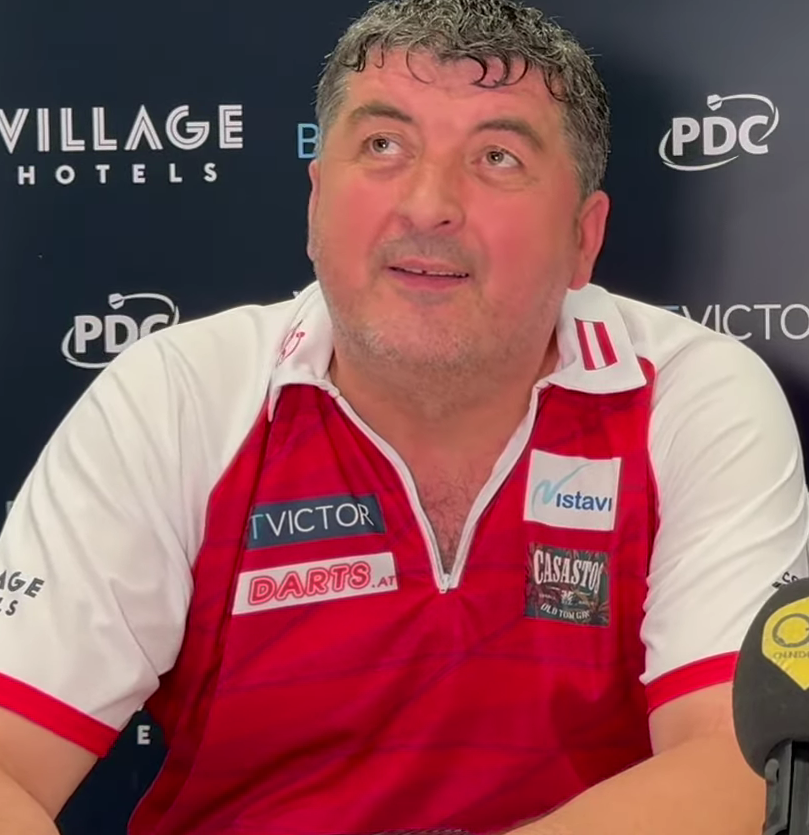
Mensur Suljović (* 1972)

### Sulk
- Sulk, Hans-Jürgen (1944–1996), deutscher Handballspieler und -trainer
- Sulke, Stephan (* 1943), Schweizer Sänger und Komponist
- Sulkhanishvili, Ani (* 1988), georgische Pianistin
- Sulkhanishvili, Nia (* 1988), georgische Pianistin
- Sulkin, Gregg (* 1992), britischer Schauspieler
- Šulko, Marián (* 1976), slowakischer Badmintonspieler
- Sulkovsky, David (* 1978), deutscher Eishockeyspieler
- Sułkowska, Monika (* 1988), polnische Snookerschiedsrichterin
- Sułkowski, Aleksander Józef (1695–1762), sächsischer Landesminister
- Sułkowski, Antoni Paweł (1785–1836), polnischer General
- Sułkowski, August Kazimierz (1729–1786), polnischer General und Politiker, Mitglied des Sejm
- Sułkowski, Jozef (1773–1798), polnischer und französischer Offizier
- Sulkunen, Pekka (* 1948), finnischer Soziologe

### Sull
- Sulla Felix, Lucius Cornelius († 78 v. Chr.), römischer Politiker und Feldherr
- Sullam, Muhammad Iqbal, stellvertretender Generalsekretär der Nahdatul Ulama, Indonesien
- Sullam, Sarra Copia († 1641), venezianische Dichterin
- Sulland, Linn Jørum (* 1984), norwegische Handballspielerin
- Sullanmaa, Jani (* 1981), finnischer Curler
- Sullavan, Margaret (1909–1960), US-amerikanische Schauspielerin
- Sulle, Martin Hhaway (* 1982), tansanischer Langstreckenläufer
- Sulle, Phaustin Baha (* 1982), tansanischer Langstreckenläufer
- Sullenberger, Chesley (* 1951), US-amerikanischer PilotChesley Sullenberger (* 1951)

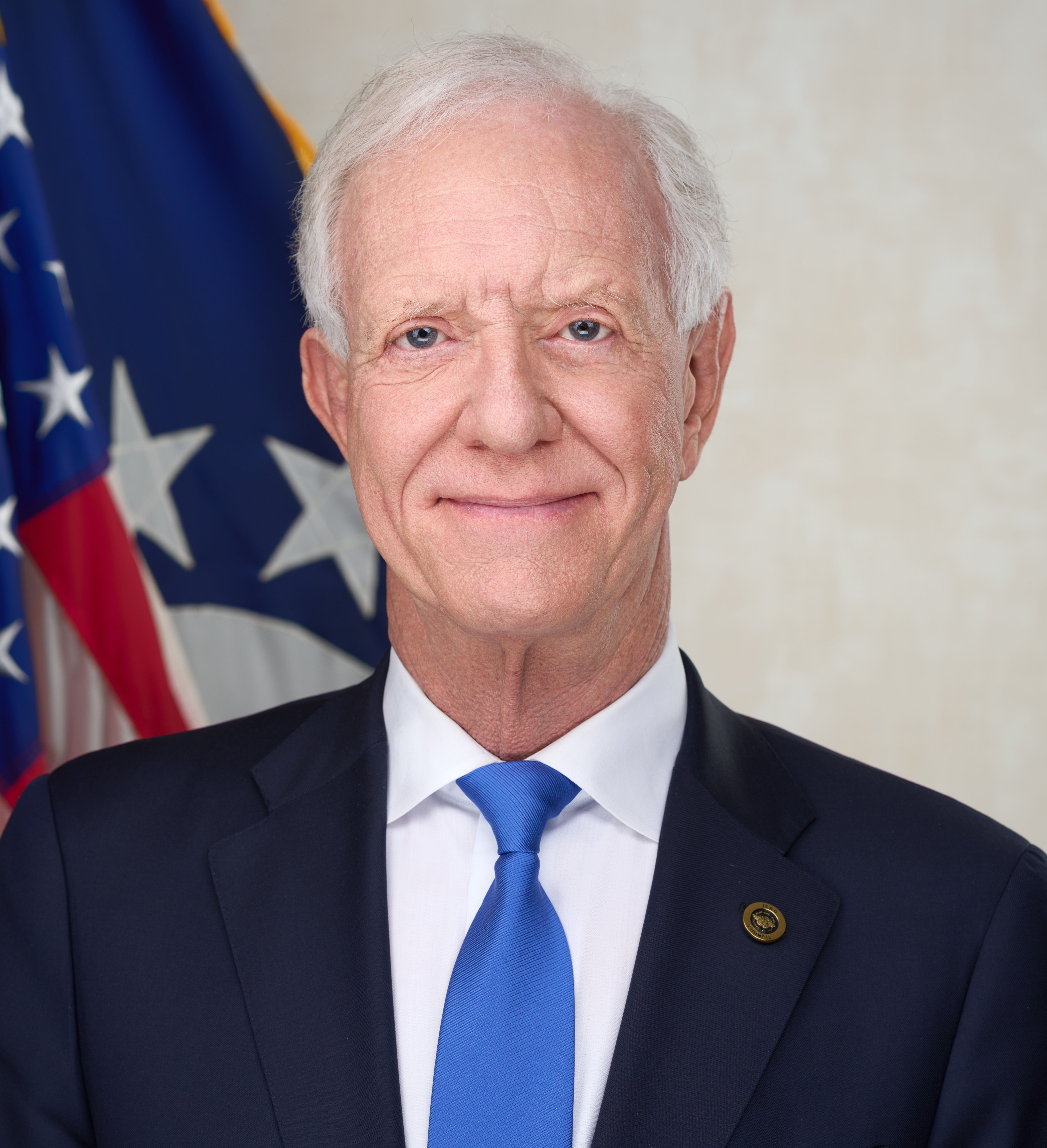
Chesley Sullenberger (* 1951)

- Sulley, Arthur (1906–1994), britischer Steuermann im Rudern
- Sulley, Nuru (* 1992), ghanaischer Fußballspieler
- Sulley, Sadam (* 1996), ghanaischer Fußballspieler
- Sulli (1994–2019), südkoreanische Sängerin und Schauspielerin
- Sulliman, Doug (* 1959), kanadischer Eishockeyspieler und -trainer
- Sulliman, Hisham (* 1978), israelisch-arabischer Schauspieler
- Sulling, Anne (* 1976), estnische Politikerin
- Sullinger, Jared (* 1992), US-amerikanischer Basketballspieler
- Sullivan Macy, Anne (1866–1936), US-amerikanische Pädagogin, Lehrerin von Helen KellerAnne Sullivan Macy (1866–1936)

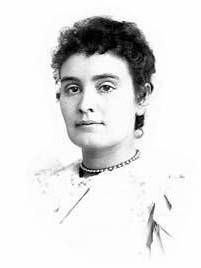
Anne Sullivan Macy (1866–1936)

- Sullivan, Andi (* 1995), US-amerikanische Fußballspielerin
- Sullivan, Andrew (* 1963), britischer Journalist und Blogger
- Sullivan, Andrew (* 1980), britischer Basketballspieler
- Sullivan, Ann (1929–2020), US-amerikanische Animatorin
- Sullivan, Arthur (1842–1900), britischer Komponist, Musikwissenschaftler, Organist und Dirigent

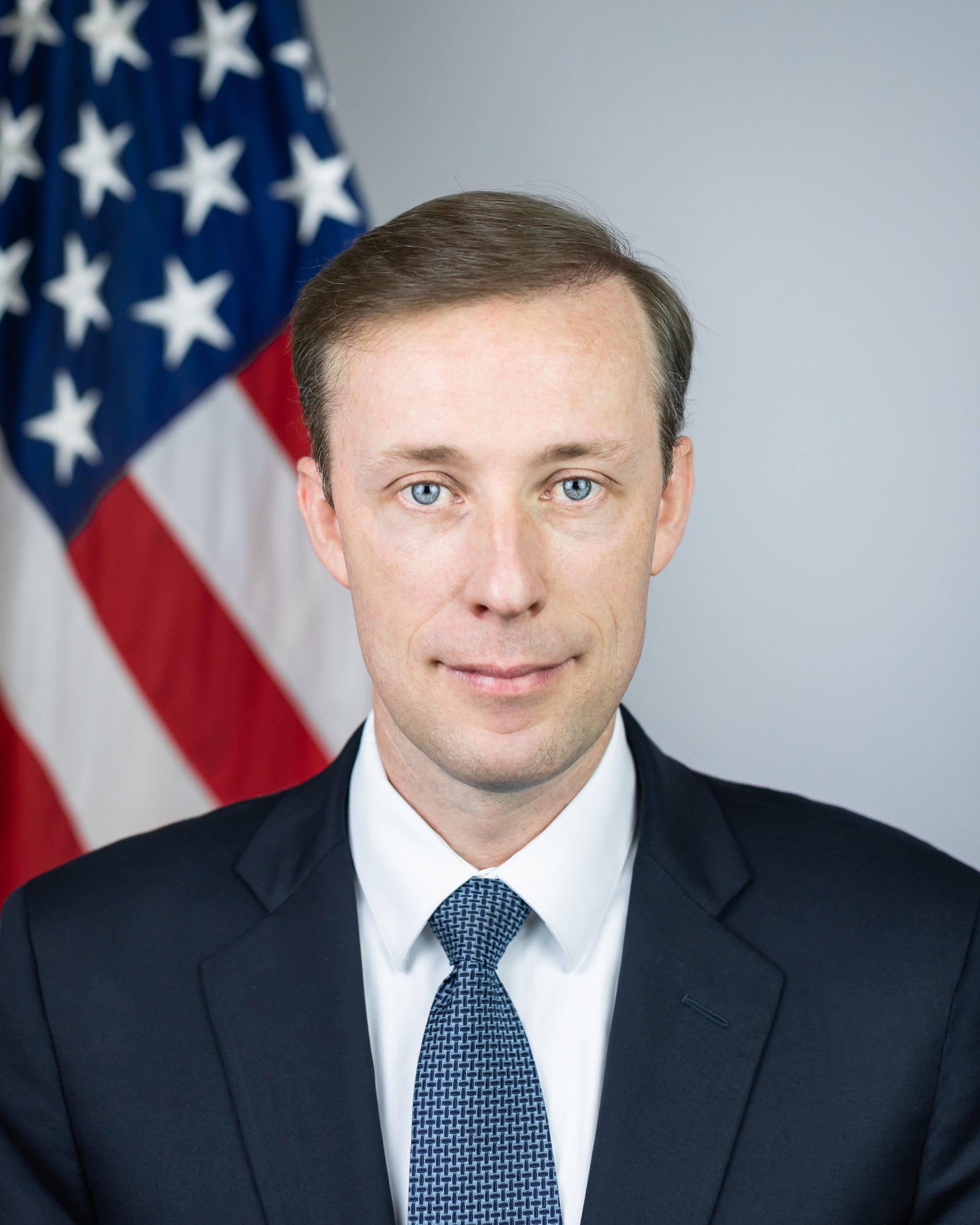
Jake Sullivan (* 1976)

- Sullivan, Barry (1912–1994), US-amerikanischer Schauspieler
- Sullivan, Becky, US-amerikanische Tontechnikerin im Bereich Dialogschnitt
- Sullivan, Bernard James (1889–1970), US-amerikanischer Ordensgeistlicher, römisch-katholischer Bischof von Patna
- Sullivan, Betty J. (1902–1999), US-amerikanische Biochemikerin
- Sullivan, Big Jim (1941–2012), britischer Gitarrist
- Sullivan, Billy L. (* 1980), US-amerikanischer Schauspieler
- Sullivan, Bob (1957–2018), kanadischer Eishockeyspieler
- Sullivan, Brad (1931–2008), US-amerikanischer Schauspieler
- Sullivan, Brian (1941–1985), englischer Fußballspieler
- Sullivan, Brian (* 1962), US-amerikanischer Manager
- Sullivan, Camille (* 1975), kanadische Schauspielerin
- Sullivan, Cavan (* 2009), US-amerikanischer Fußballspieler
- Sullivan, Chandon (* 1996), US-amerikanischer American-Football-Spieler
- Sullivan, Charles F. (1904–1962), US-amerikanischer Politiker
- Sullivan, Charles L. (1924–1979), US-amerikanischer Politiker
- Sullivan, Charlotte (* 1983), kanadische Schauspielerin
- Sullivan, Chris (* 1980), US-amerikanischer Schauspieler und MusikerChris Sullivan (* 1980)

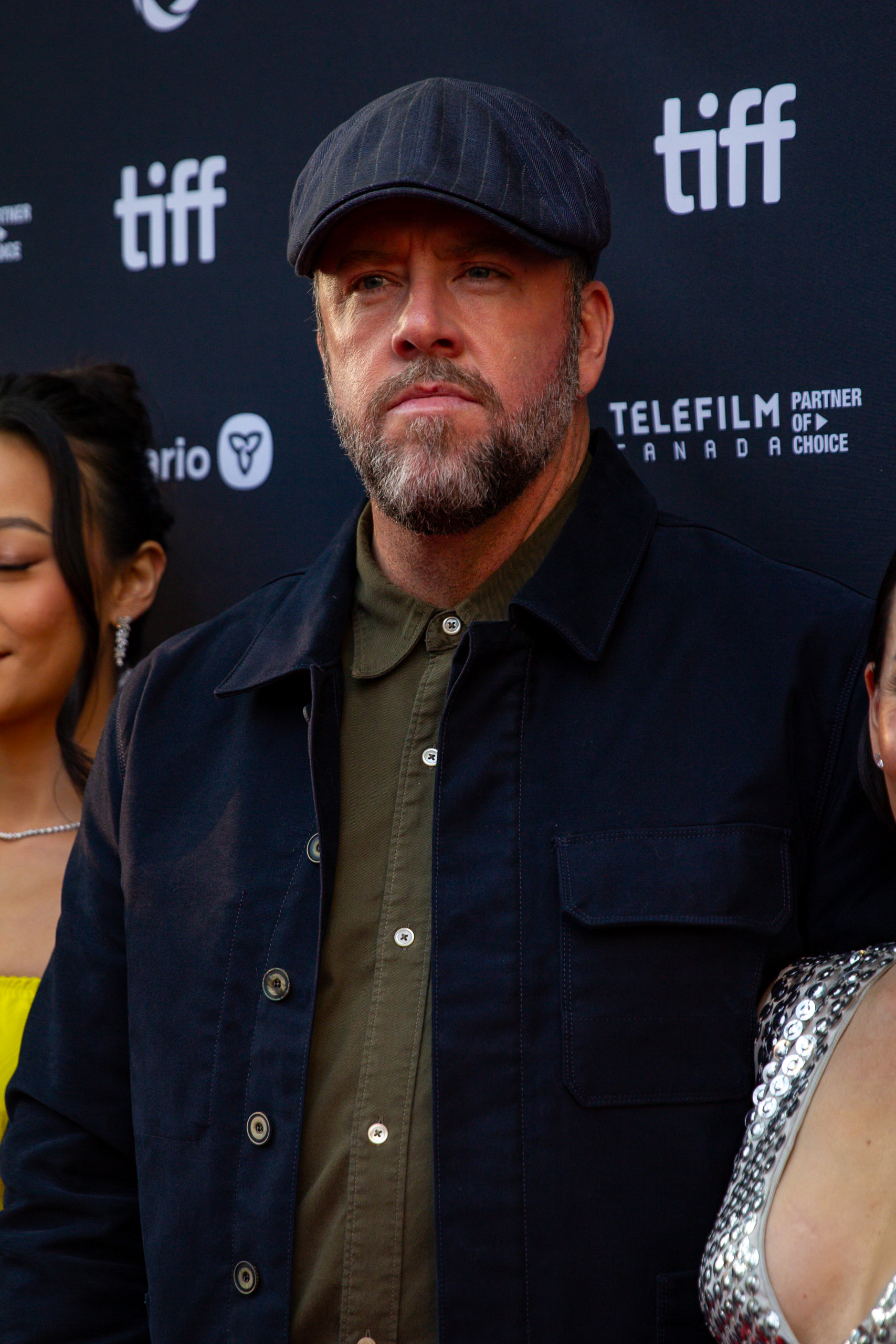
Chris Sullivan (* 1980)

- Sullivan, Christopher (* 1965), US-amerikanischer Fußballspieler
- Sullivan, Christopher D. (1870–1942), US-amerikanischer Politiker
- Sullivan, Con (1928–2022), englischer Fußballspieler
- Sullivan, Conner (* 1992), amerikanischer Sportler
- Sullivan, Dan (* 1951), US-amerikanischer Politiker, ehemaliger Bürgermeister von Anchorage
- Sullivan, Dan (* 1964), US-amerikanischer Politiker (Republikanische Partei)
- Sullivan, Daniel (* 1987), italo-kanadischer Eishockeyspieler
- Sullivan, Danny (* 1950), US-amerikanischer Automobilrennfahrer
- Sullivan, Dave (1877–1929), irischer Boxer im Federgewicht
- Sullivan, Dennis (* 1941), US-amerikanischer Mathematiker
- Sullivan, Dennis Joseph (* 1945), US-amerikanischer römisch-katholischer Geistlicher, Bischof von Camden
- Sullivan, Derrick (1930–1983), walisischer Fußballspieler
- Sullivan, Eamon (* 1985), australischer Schwimmer
- Sullivan, Ed (1901–1974), US-amerikanischer EntertainerEd Sullivan (1901–1974)

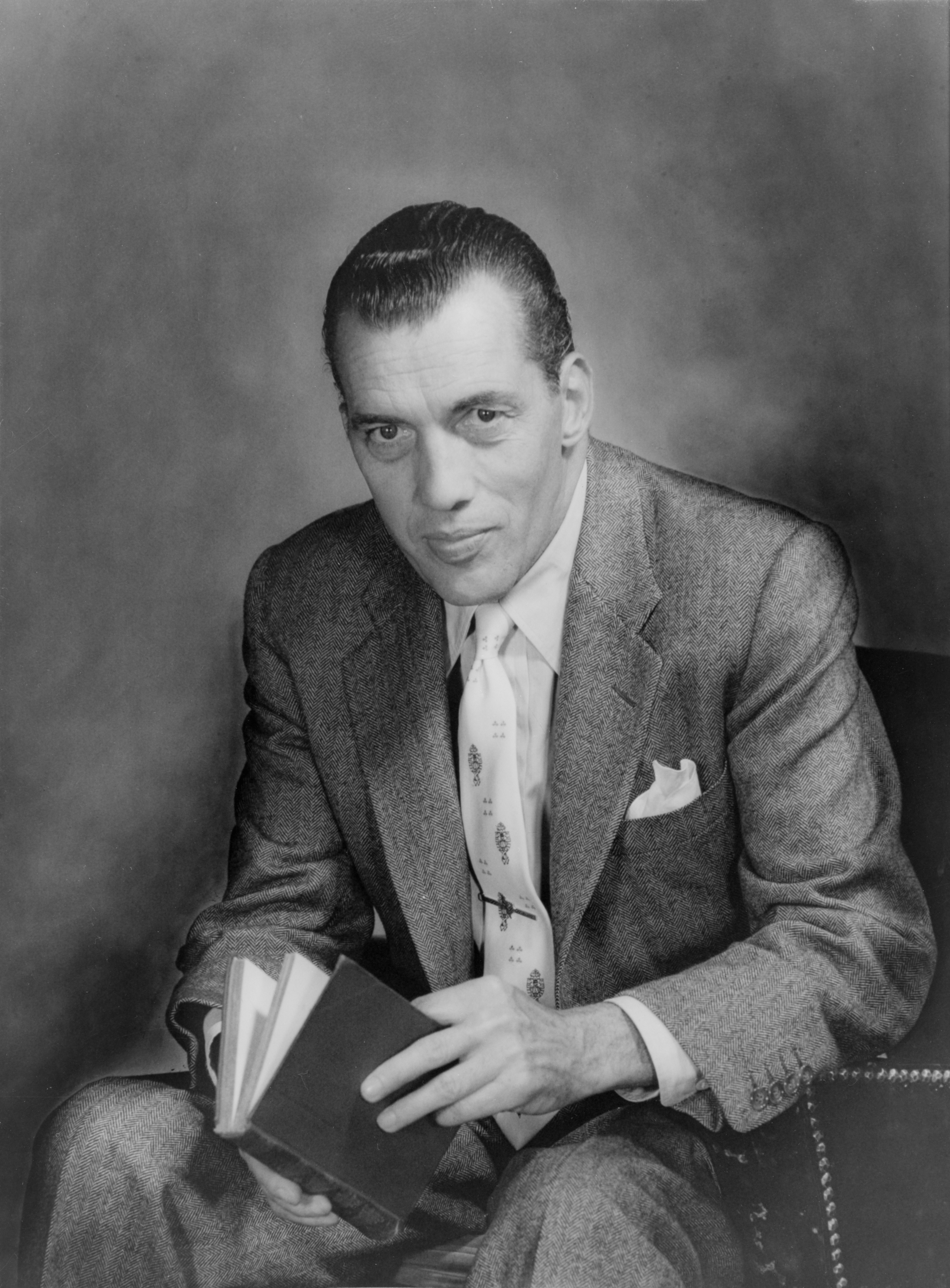
Ed Sullivan (1901–1974)

- Sullivan, Erica (* 2000), US-amerikanische Schwimmerin
- Sullivan, Erik Per (* 1991), US-amerikanischer Filmschauspieler
- Sullivan, Eugene C. (1872–1962), US-amerikanischer Chemiker
- Sullivan, Francis (1917–2007), kanadischer Eishockeyspieler und -trainer
- Sullivan, Francis L. (1903–1956), britischer Bühnen- und Filmschauspieler
- Sullivan, Francis, 6. Baronet (1834–1906), britischer Admiral
- Sullivan, Françoise (* 1923), kanadische Malerin, Bildhauerin, Tänzerin und Choreographin
- Sullivan, Frank (1896–1972), US-amerikanischer Filmeditor
- Sullivan, Frank (1898–1989), kanadischer Eishockeyspieler und -trainer
- Sullivan, Frankie (* 1955), US-amerikanischer Gitarrist und SongwriterFrankie Sullivan (* 1955)

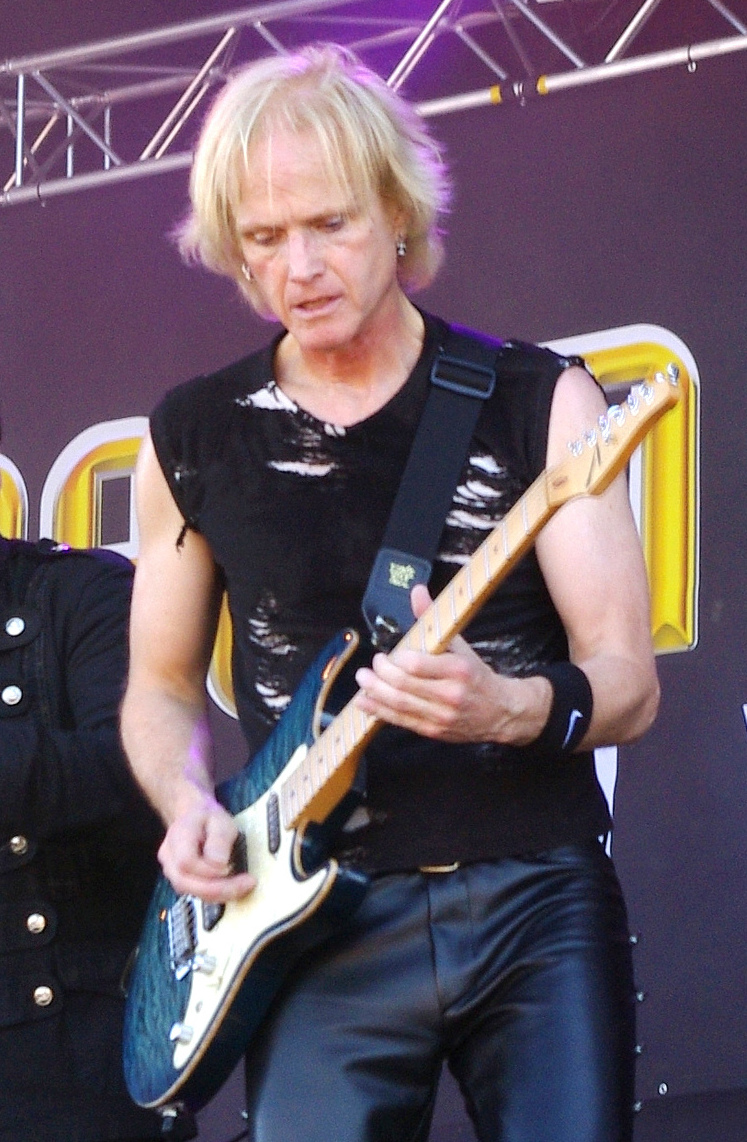
Frankie Sullivan (* 1955)

- Sullivan, Gary (* 1960), US-amerikanischer Software-Entwickler
- Sullivan, Geoff, Historiker und Kryptologe
- Sullivan, George (1771–1838), US-amerikanischer Politiker
- Sullivan, George (1929–2019), kanadischer Eishockeyspieler und -trainer
- Sullivan, George H. (1867–1935), US-amerikanischer Politiker
- Sullivan, Gordon R. (1937–2024), US-amerikanischer General
- Sullivan, Harry Stack (1892–1949), US-amerikanischer Psychiater und Vertreter der Neopsychoanalyse
- Sullivan, Helen (* 1966), walisische Politikwissenschaftlerin
- Sullivan, Ian (* 1977), englischer Badmintonspieler
- Sullivan, Ira (1931–2020), US-amerikanischer Jazzmusiker
- Sullivan, J. Courtney (* 1982), US-amerikanische Journalistin und Schriftstellerin
- Sullivan, Jack (* 1870), US-amerikanischer Lacrossespieler
- Sullivan, Jack (1893–1946), US-amerikanischer Regieassistent
- Sullivan, Jake (* 1976), US-amerikanischer RegierungsbeamterJake Sullivan (* 1976)
- Sullivan, Jakeb (* 1994), US-amerikanischer Footballspieler
- Sullivan, James (1744–1808), US-amerikanischer Politiker
- Sullivan, James (1885–1964), US-amerikanischer Mittelstreckenläufer
- Sullivan, James (* 1974), deutsch-US-amerikanischer Fantasyschriftsteller
- Sullivan, James E. (1862–1914), US-amerikanischer Sportfunktionär, Unternehmer und Leichtathlet
- Sullivan, James Mark (1873–1935), US-amerikanischer Diplomat
- Sullivan, James Stephen (1929–2006), US-amerikanischer Geistlicher und römisch-katholischer Bischof von Fargo
- Sullivan, James W. (1909–1974), US-amerikanischer Szenenbildner und Artdirector
- Sullivan, Jazmine (* 1987), US-amerikanische R&B- und Soulsängerin
- Sullivan, Jim (1903–1977), walisisch-englischer Rugby-League-Spieler
- Sullivan, Joe (1906–1971), US-amerikanischer Jazz-Pianist des Chicago-Jazz und Swing
- Sullivan, Joe (* 1958), kanadischer Jazzmusiker und Komponist
- Sullivan, John (1740–1795), nordamerikanischer Politiker, General im Amerikanischen Unabhängigkeitskrieg
- Sullivan, John A. (* 1965), US-amerikanischer Politiker
- Sullivan, John Andrew (1868–1927), US-amerikanischer Politiker
- Sullivan, John B. (1897–1951), US-amerikanischer Politiker
- Sullivan, John J. (* 1959), US-amerikanischer Diplomat
- Sullivan, John Joseph (1920–2001), US-amerikanischer Geistlicher, Bischof von Kansas City-Saint Joseph
- Sullivan, John L. (1858–1918), US-amerikanischer Boxer
- Sullivan, John L. (1891–1949), US-amerikanischer Offizier, Jurist und Politiker
- Sullivan, John L. (1899–1982), US-amerikanischer Politiker
- Sullivan, John M. (* 1963), US-amerikanischer Mathematiker und Hochschullehrer
- Sullivan, John Patrick (1930–1993), britisch-US-amerikanischer Altphilologe
- Sullivan, John W., irisch-kanadischer Mathematiker, Astronom und Naturforscher
- Sullivan, Joseph (* 1987), neuseeländischer Ruderer
- Sullivan, Joseph Albert (1901–1988), kanadischer Eishockeytorwart und Politiker
- Sullivan, Joseph Michael (1930–2013), US-amerikanischer Geistlicher, Weihbischof in Brooklyn
- Sullivan, Joseph Vincent (1919–1982), US-amerikanischer Geistlicher, Bischof von Baton Rouge
- Sullivan, Joyce (1929–2017), kanadische Sängerin (Mezzosopran)
- Sullivan, Justin (* 1956), britischer Sänger und GitarristJustin Sullivan (* 1956)

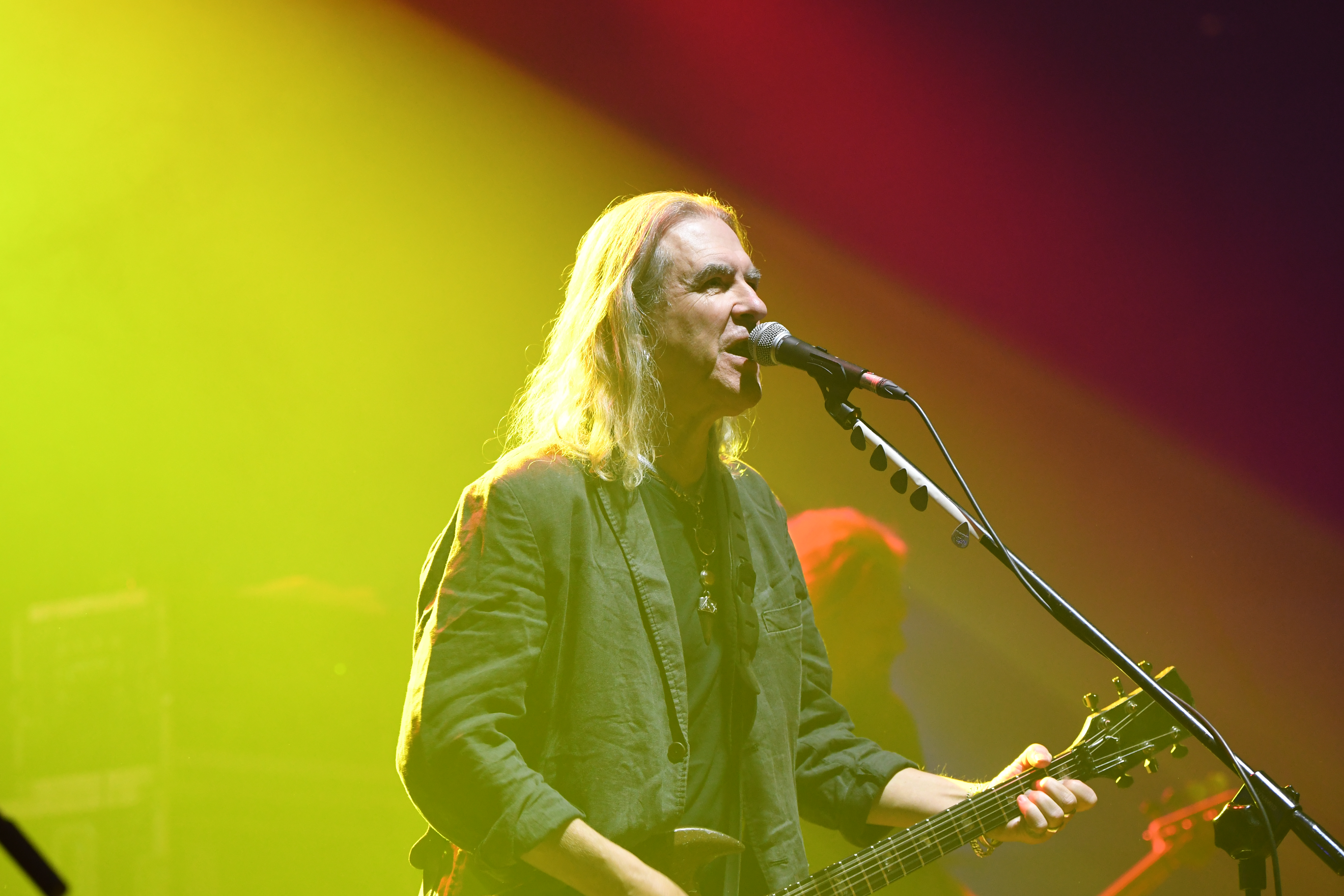
Justin Sullivan (* 1956)

- Sullivan, Kathryn D. (* 1951), US-amerikanische Astronautin
- Sullivan, Keith (* 1950), australischer Dartspieler
- Sullivan, Kelly (* 1978), US-amerikanische Schauspielerin
- Sullivan, Kevin (* 1949), US-amerikanischer Politiker
- Sullivan, Kevin (1949–2024), US-amerikanischer WrestlerKevin Sullivan (1949–2024)

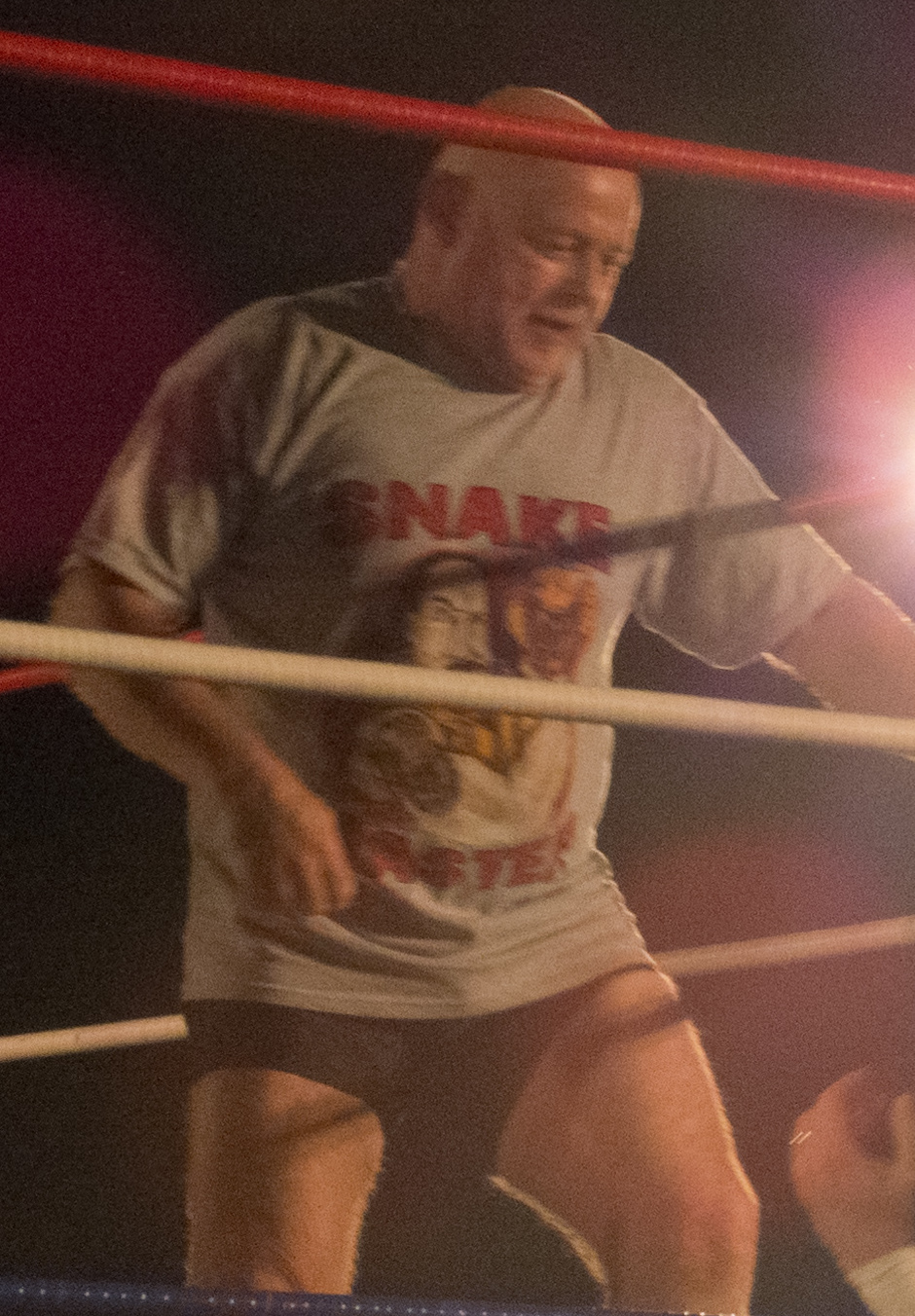
Kevin Sullivan (1949–2024)

- Sullivan, Kevin (* 1974), kanadischer Mittel- und Langstreckenläufer
- Sullivan, Kevin K. (* 1964), US-amerikanischer Diplomat
- Sullivan, Kyle (* 1988), US-amerikanischer Schauspieler
- Sullivan, Lars (* 1988), amerikanischer Wrestler
- Sullivan, Lawrence (* 1966), US-amerikanischer römisch-katholischer Geistlicher, Weihbischof in Chicago
- Sullivan, Leon (1922–2001), US-amerikanischer Baptistenpastor und Bürgerrechtler
- Sullivan, Leonor (1902–1988), US-amerikanische Politikerin
- Sullivan, Lily (* 1993), australische Schauspielerin
- Sullivan, Lindsay (* 1978), kanadisches Model und Schauspielerin
- Sullivan, Lou (1951–1991), amerikanischer Autor und Aktivist
- Sullivan, Louis (1856–1924), US-amerikanischer Architekt
- Sullivan, Louis Wade (* 1933), US-amerikanischer Politiker
- Sullivan, Marco (* 1980), US-amerikanischer Skirennläufer
- Sullivan, Mark, US-amerikanischer Spezialist für Matte Painting und visuelle Effekte
- Sullivan, Mark T. (* 1958), US-amerikanischer Krimiautor
- Sullivan, Mary Quinn (1877–1939), US-amerikanische Kunstlehrerin, Kunstsammlerin und Galeristin
- Sullivan, Maurice Joseph (1884–1953), US-amerikanischer Politiker
- Sullivan, Maxine (1911–1987), amerikanische Jazzmusikerin
- Sullivan, Megan Francis (* 1975), US-amerikanische Künstlerin
- Sullivan, Michael (* 1942), britischer Sportschütze
- Sullivan, Michael J. (* 1961), US-amerikanischer Fantasy- und Science-Fiction-AutorMichael J. Sullivan (* 1961)

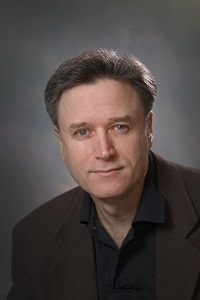
Michael J. Sullivan (* 1961)

- Sullivan, Mike (* 1939), US-amerikanischer Politiker
- Sullivan, Mike (* 1968), US-amerikanischer Eishockeyspieler und -trainer
- Sullivan, Mike (* 1992), italo-kanadischer Eishockeyspieler
- Sullivan, Mike Twin (1878–1937), US-amerikanischer Boxer irischer Abstammung, Weltmeister im Weltergewicht.
- Sullivan, Monique (* 1989), kanadische Bahnradsportlerin
- Sullivan, Nancy (* 1969), US-amerikanische Moderatorin, Model und Schauspielerin
- Sullivan, Neil (* 1970), schottischer Fußballtorhüter
- Sullivan, Nicole (* 1970), US-amerikanische Schauspielerin, Komikerin und SynchronsprecherinNicole Sullivan (* 1970)

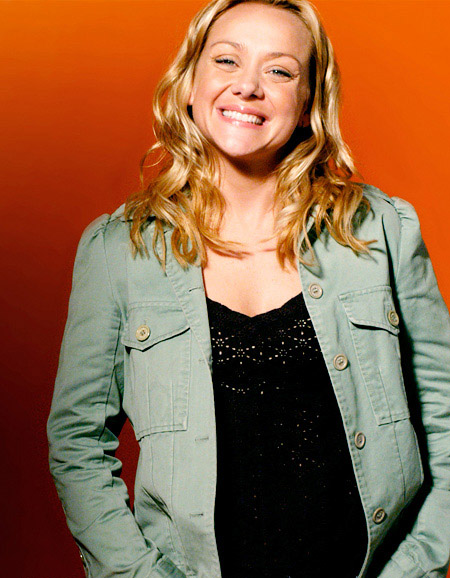
Nicole Sullivan (* 1970)

- Sullivan, Pat (* 1962), kanadischer Ringer
- Sullivan, Patrick Joseph (1865–1935), US-amerikanischer Politiker
- Sullivan, Patrick Joseph (1877–1946), US-amerikanischer Politiker
- Sullivan, Pauline Allen Gill (1918–2006), amerikanische Kunstsammlerin und Mäzenin
- Sullivan, Peter (* 1976), US-amerikanischer Drehbuchautor, Filmproduzent und Filmregisseur
- Sullivan, Quinn (* 1999), US-amerikanischer Bluesmusiker
- Sullivan, Quinn (* 2004), US-amerikanisch-deutscher Fußballspieler
- Sullivan, Reginald H. (1876–1980), US-amerikanischer Politiker (Demokratische Partei)
- Sullivan, Robert (* 1967), neuseeländischer Māori-Schriftsteller
- Sullivan, Robert Baldwin (1802–1853), irisch-kanadischer Rechtsanwalt, Politiker und der 2. Bürgermeister der Stadt Toronto
- Sullivan, Rosemary (* 1947), kanadische Schriftstellerin und Literaturwissenschaftlerin
- Sullivan, Roy (1912–1983), US-amerikanischer Forstbediensteter und Überlebender von sieben Blitzeinschlägen
- Sullivan, Sam (* 1960), kanadischer Politiker, Bürgermeister von Vancouver
- Sullivan, Samuel (1773–1853), US-amerikanischer Jurist und Politiker
- Sullivan, Sean (1921–1985), kanadischer Theater- und Film-Schauspieler
- Sullivan, Sean (* 1978), australischer Radrennfahrer
- Sullivan, Sean (* 1984), US-amerikanisch-deutscher Eishockeyspieler
- Sullivan, Steve (1897–1979), US-amerikanischer Boxer
- Sullivan, Steve (* 1974), kanadischer Eishockeyspieler, -trainer und -funktionär
- Sullivan, Susan (* 1942), US-amerikanische FilmschauspielerinSusan Sullivan (* 1942)

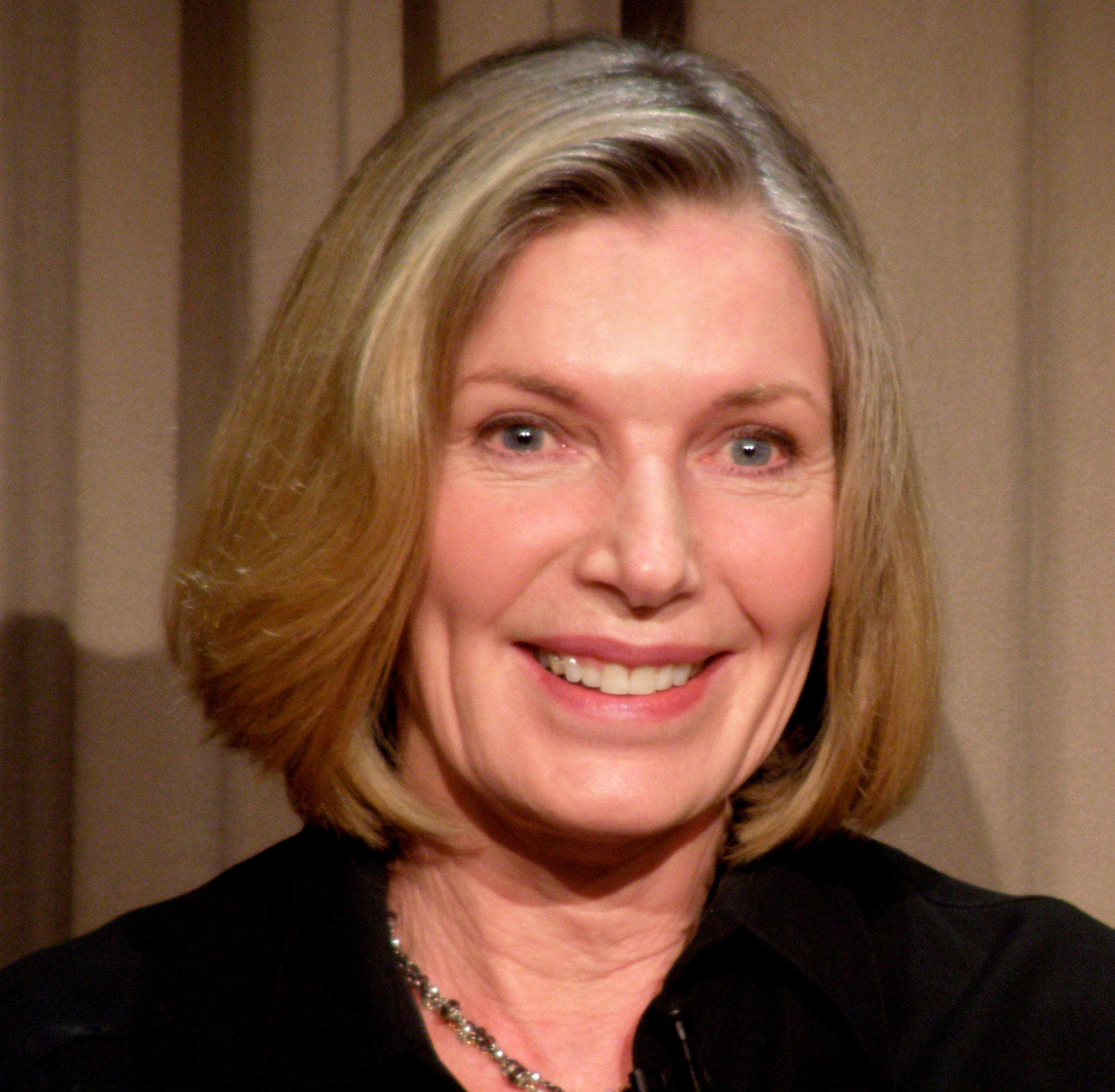
Susan Sullivan (* 1942)

- Sullivan, Terry (* 1935), simbabwischer Mittelstreckenläufer
- Sullivan, Thomas M., US-amerikanischer Ökonom und Talkradio-Moderator
- Sullivan, Tim (* 1964), US-amerikanischer Regisseur, Schauspieler, Drehbuchautor und Produzent
- Sullivan, Timothy (1862–1913), US-amerikanischer Politiker
- Sullivan, Timothy (1874–1949), irischer Chief Justice
- Sullivan, Timothy (* 1954), kanadischer Komponist und Musikpädagoge
- Sullivan, Timothy Daniel (1827–1914), irischer Nationalist, Journalist, Politiker, Mitglied des House of Commons und Autor
- Sullivan, Tom (* 1947), US-amerikanischer Sänger
- Sullivan, Tom (* 1973), irischer Filmschauspieler, Filmregisseur und Drehbuchautor
- Sullivan, Tricia (* 1968), US-amerikanische Science-Fiction- und Fantasy-Autorin
- Sullivan, Walter Francis (1928–2012), US-amerikanischer Geistlicher, römisch-katholischer Bischof von Richmond
- Sullivan, William H. (1922–2013), US-amerikanischer Diplomat im Auswärtigen Dienst
- Sullivan, William V. (1857–1918), US-amerikanischer Politiker
- Sullivan, William Wilfred, kanadischer Politiker und Jurist, Premierminister von Prince Edward Island
- Sullivan, Zach (* 1994), britischer Eishockeyspieler
- Sullivant, William (1803–1873), US-amerikanischer Bryologe
- Sullmann, Josef (1922–2012), italienischer Arzt und Wohltäter (Südtirol)
- Sullo, Fiorentino (1921–2000), italienischer Politiker, Mitglied der Camera dei deputati
- Sullohern, Celia (* 1992), australische Langstreckenläuferin
- Sulloway, Cyrus A. (1839–1917), US-amerikanischer Politiker
- Süllwold, Fritz (1927–2010), deutscher Psychologe
- Süllwold, Lieselotte (1930–2020), klinische Psychologin und Professorin am Zentrum für Psychiatrie der Johann-Wolfgang-Goethe-Universität Frankfurt am Main
- Sully, Alfred (1821–1879), US-amerikanischer General im Sezessionskrieg und den Indianerkriegen
- Sully, François († 1971), französischer Journalist und Fotograf
- Sully, James (1842–1923), englischer Psychologe
- Sully, Maximilien de Béthune, duc de (1559–1641), französischer Staatsmann und MinisterMaximilien de Béthune, duc de Sully (1559–1641)

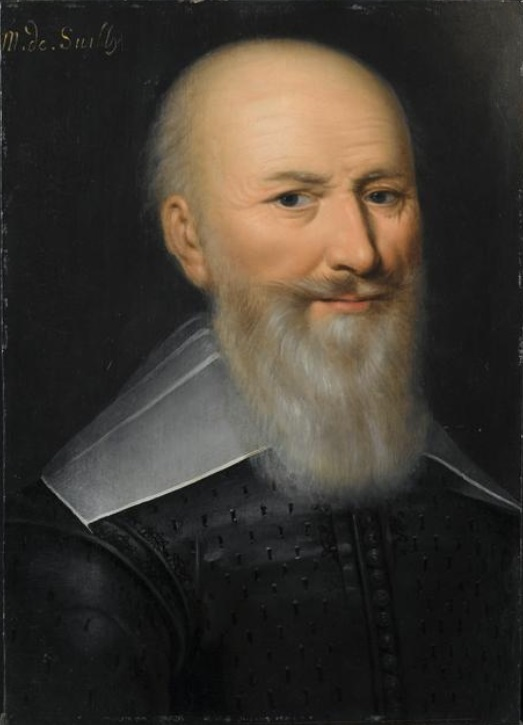
Maximilien de Béthune, duc de Sully (1559–1641)

- Sully, Thomas (1783–1872), US-amerikanischer Maler

### Sulm
- Sulman, Felix Gad (1907–1986), deutsch-israelischer Mediziner
- Sulmentingen, Gerwig von, Fürstabt von Kempten
- Sulmetingen, Adelheid von (1330–1400), deutsche Stifterin und Philanthropin

### Sulo
- Sulochana (1907–1983), indische Filmschauspielerin
- Sulong Abdul Qadir, Haji (1893–1954), thailändischer Imam und Politiker

### Sulp
- Sulpice, Patrice (* 1974), französischer Bahnradsportler
- Sulpicia die Ältere, römische Dichterin
- Sulpicia die Jüngere, römische Dichterin
- Sulpicia Lepidina, Ehefrau eines Angehörigen des römischen Ritterstandes
- Sulpicianus, Titus Flavius († 197), römischer Politiker, Anwärter auf den Kaiserthron
- Sulpicius Alexander, spätantiker Historiker
- Sulpicius Camerinus Cornutus, Quintus, römischer Konsul 490 v. Chr.
- Sulpicius Camerinus Cornutus, Quintus, römischer Konsulartribun
- Sulpicius Camerinus Cornutus, Servius († 463 v. Chr.), römischer Konsul
- Sulpicius Camerinus Cornutus, Servius, römischer Konsul
- Sulpicius Camerinus Praetextatus, Quintus, römischer Konsul oder Konsulartribun 434 v. Chr.
- Sulpicius Camerinus Rufus, Servius, römischer Konsul 345 v. Chr.
- Sulpicius Camerinus, Quintus († 67), römischer Suffektkonsul 46
- Sulpicius Camerinus, Servius, römischer Suffektkonsul 393 v. Chr. und Konsulartribun 391 v. Chr.
- Sulpicius Galba Maximus, Publius, römischer Politiker und Militär
- Sulpicius Galba, Gaius, römischer Konsul
- Sulpicius Galba, Servius, römischer Konsul 108 v. Chr.
- Sulpicius Galba, Servius, römischer Stadtprätor 187 v. Chr.
- Sulpicius Galba, Servius († 199 v. Chr.), römischer Ädil 209 v. Chr.
- Sulpicius Galba, Servius, römischer Konsul 144 v. Chr.
- Sulpicius Galba, Servius, Politiker und Feldherr der späten römischen Republik
- Sulpicius Galus, Gaius, römischer Konsul 243 v. Chr.
- Sulpicius Galus, Gaius, römischer Konsul 166 v. Chr.
- Sulpicius I. von Bourges, Bischof von Bourges, Heiliger
- Sulpicius II. von Bourges († 647), Bischof von Bourges, Heiliger
- Sulpicius Longus, Gaius, römischer Konsul 337, 323 und 314 v. Chr., Zensor 319 v. Chr., Diktator 312 v. Chr.
- Sulpicius Longus, Quintus, römischer Konsulartribun 390 v. Chr.
- Sulpicius Lucretius Barba, Publius, römischer Suffektkonsul (99)
- Sulpicius Paterculus, Gaius, römischer Konsul 258 v. Chr.
- Sulpicius Peticus, Gaius, fünffacher römischer Konsul (364, 361, 355, 353, 351 v. Chr.), Zensor 366 v. Chr., Diktator 358 v. Chr.
- Sulpicius Pompeius, römischer Offizier (Kaiserzeit)
- Sulpicius Praetextatus, Servius, römischer Konsulartribun 377, 376, 370 und 368 v. Chr.
- Sulpicius Rufus († 48), römischer Adliger
- Sulpicius Rufus, Publius, römischer Feldherr und Politiker
- Sulpicius Rufus, Publius († 88 v. Chr.), Politiker in der römischen Republik, Legatus und Volkstribun
- Sulpicius Rufus, Servius, römischer Konsulartribun 388, 384 und 383 v. Chr.
- Sulpicius Rufus, Servius († 43 v. Chr.), römischer Politiker, Redner und Jurist
- Sulpicius Saverrio, Publius, römischer Konsul 279 v. Chr.
- Sulpicius Saverrio, Publius, römischer Konsul und Zensor
- Sulpicius Scribonius Proculus, Publius († 67), römischer Senator
- Sulpicius Tertullus, Sextus, römischer Konsul
- Sulpicius Ursulus, Gaius, römischer Offizier (Kaiserzeit)

### Suls
- Sulser, Claudio (* 1955), Schweizer Fußballspieler und Sportfunktionär
- Sulser, Cristian (* 1977), Schweizer Regisseur, Schauspieler, Produzent und AutorCristian Sulser (* 1977)

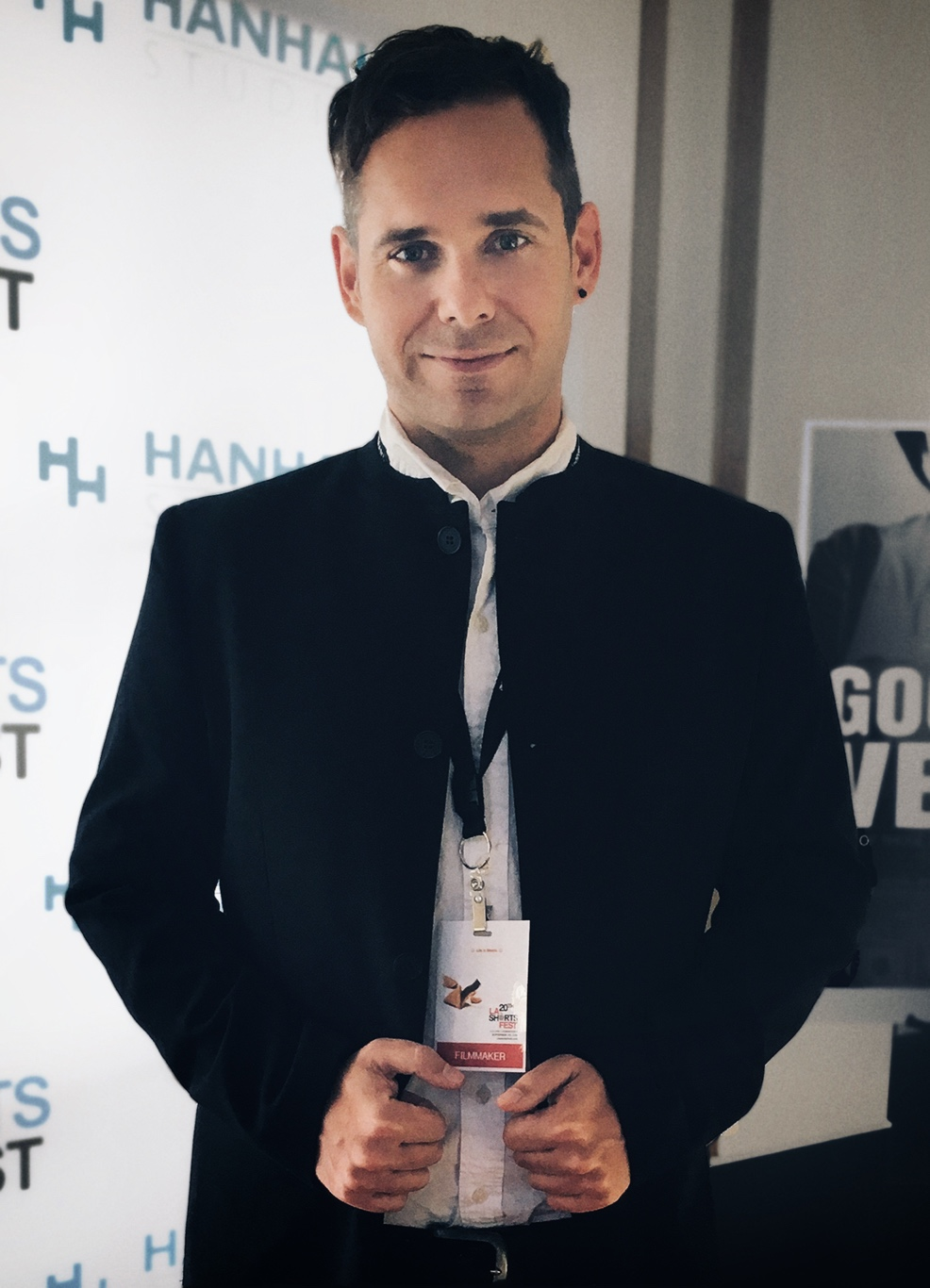
Cristian Sulser (* 1977)

- Sulser, Fridolin (1926–2016), schweizerisch-US-amerikanischer Pharmakologe
- Šulskis, Šarūnas (* 1972), litauischer Schachspieler
- Sulsky, Ben (* 1987), US-amerikanischer Pokerspieler
- Sulstarova, Arber (* 1995), albanischer Tennisspieler
- Sulston, John E. (1942–2018), britischer Wissenschaftler und Medizinnobelpreisträger 2002

### Sult
- Sult, Manfred (1934–2016), deutscher baptistischer Geistlicher und Funktionär
- Sült, Wilhelm (1888–1921), deutscher Kommunist
- Sultaan, Abida (1913–2002), indische Prinzessin, Erbin des Fürstenstaates Bhopal
- Sultan Hasanuddin (1631–1670), indonesischer Freiheitskämpfer auf Sulawesi
- Sultan Hosein (1668–1726), iranischer Schah der Safawidendynastie
- Sultan ibn Abd al-Aziz (1928–2011), saudischer KronprinzSultan ibn Abd al-Aziz (1928–2011)

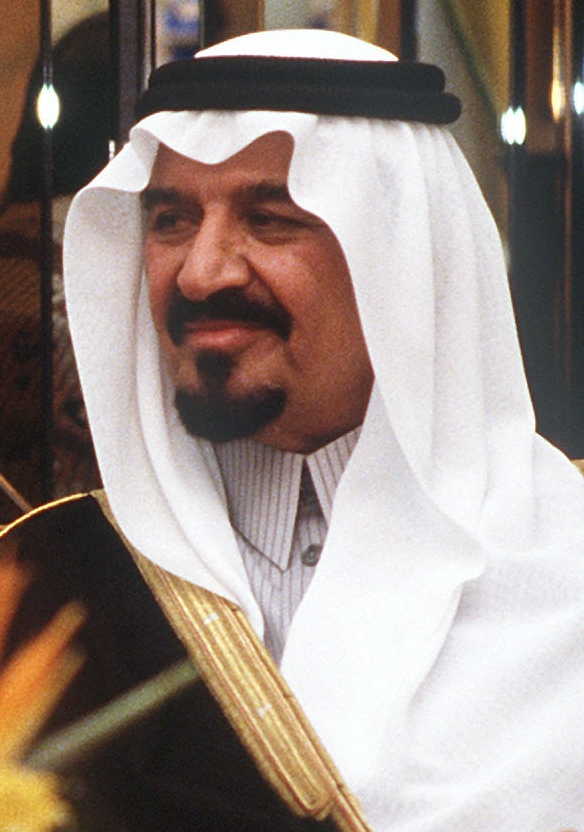
Sultan ibn Abd al-Aziz (1928–2011)

- Sultan ibn Ahmad († 1804), Sayyid von Maskat
- Sultan ibn Saif I., Imam von Oman (1649–16??)
- Sultan ibn Saif II. († 1718), Imam von Oman (1711–1718)
- Sultan Kaikhusrau Jahan (1858–1930), Regentin des Fürstenstaates Bhopal
- Sultan Khan, Mir (1905–1966), indisch-britischer Schachspieler
- Sultan Sahak, kurdischer religiöser Führer
- Sultan Schah, seldschukischer Herrscher von Aleppo
- Sultan Shah Jahan (1838–1901), Regentin des Fürstenstaates Bhopal
- Sultan, Amie, ägyptische Tänzerin und Schauspielerin
- Sultan, Ashraf Mohamed Moguib, ägyptischer Diplomat
- Sultan, Ben (* 2003), israelischer Schauspieler
- Sultan, Cem (* 1991), türkischer Fußballspieler
- Sultan, David (* 1938), israelischer Diplomat
- Sultan, Grete (1906–2005), deutschamerikanische Pianistin und Klavierpädagogin
- Sultan, Herbert (1894–1954), deutscher Wirtschafts- und Sozialwissenschaftler
- Sultan, Juma (* 1942), amerikanischer Jazzmusiker (Bass, Perkussion, Komposition)
- Sultan, Larry (1946–2009), US-amerikanischer Künstler und Fotograf
- Sultan, Malukmohammed Lappa (1873–1953), indisch-südafrikanischer Unternehmer und Mäzen
- Sultan, Niv (* 1992), israelische SchauspielerinNiv Sultan (* 1992)

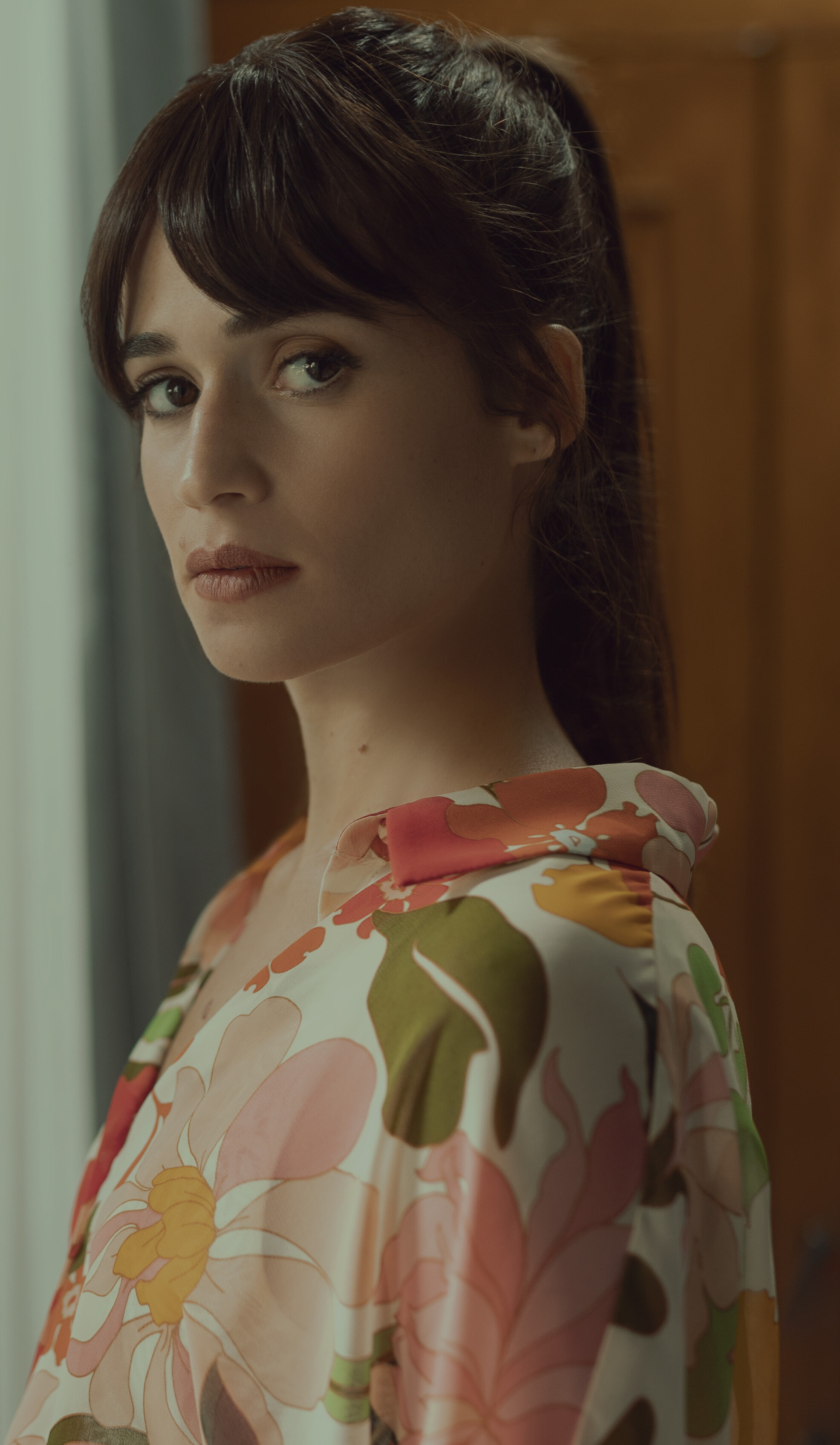
Niv Sultan (* 1992)

- Sultan, Simret (* 1984), eritreische Leichtathletin
- Sultan, Tipu († 1799), indischer Herrscher
- Sultan, Wafa (* 1959), US-amerikanische Psychiaterin syrischer Herkunft
- Sultan, Yasir al- (* 1983), saudi-arabischer Fußballschiedsrichterassistent
- Sultan-Galijew, Mirsaid (1892–1940), tatarischer Politiker Russlands, Mitglied der kommunistischen Partei
- Sultan-Sade, André, deutscher Schauspieler, Regisseur, Autor, Choreograf und Intendant
- Sultan-Sade, Awetis (1889–1938), iranisch-sowjetischer Ökonom und Revolutionär
- Sultana, Airin (* 1988), bangladeschische Filmschauspielerin
- Sultana, Alina (* 1984), bangladeschische Badmintonspielerin
- Sultana, Alishia (* 1997), maltesische Fußballspielerin
- Sultana, Farhana, bangladeschisch-US-amerikanische Geografin und Umweltwissenschaftlerin
- Sultana, Nigar (* 1997), bangladeschische Cricketspielerin
- Sultana, Razia (* 1973), bangladeschische Menschenrechtsanwältin
- Sultana, Sabrina (* 1975), bengalische Sportschützin
- Sultana, Sebastian (* 2005), australischer Sprinter
- Sultana, Shamima (* 1988), bangladeschische Cricketspielerin
- Sultana, Tash (* 1995), australisch-maltesischer Singer-Songwriter, Multiinstrumentalist, Beatboxing- und Looping-KünstlerTash Sultana (* 1995)

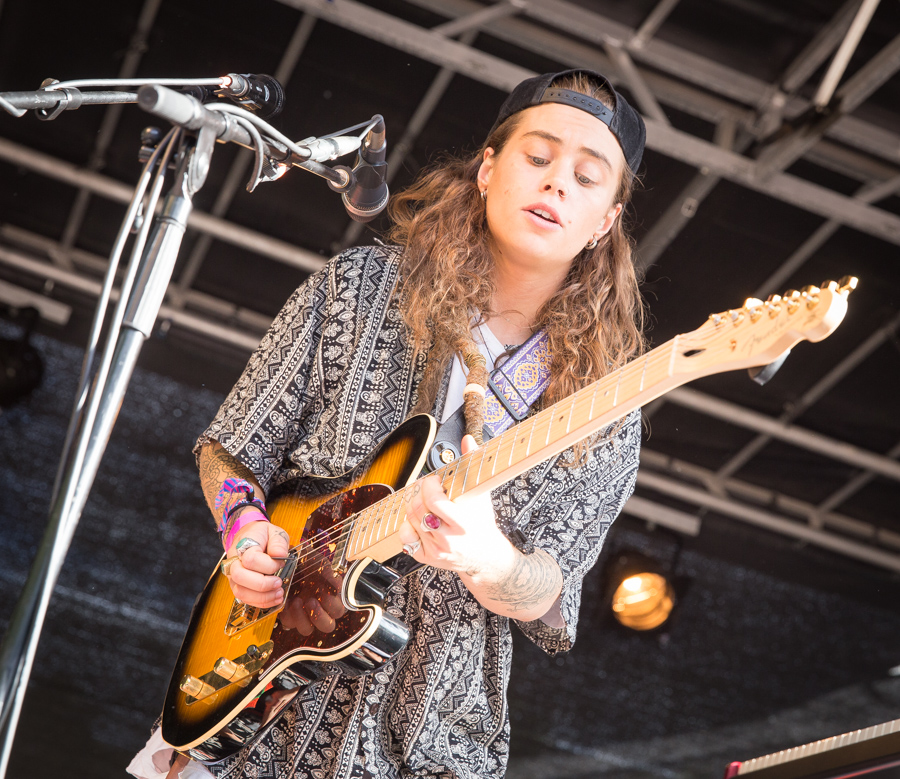
Tash Sultana (* 1995)

- Sultani, Basharmal (* 1985), afghanischer Boxer
- Sultani, Pablo (* 1973), argentinischer Schauspieler
- Sultani, Sada (* 1989), Lyrikerin
- Sultanoglu, Yusuf (* 1998), deutscher Boxer
- Sultanova, Ayna (1895–1938), aserbaidschanische kommunistische Parteiaktivistin und Staatsperson
- Sultanow, Alexei (1969–2005), usbekischer Pianist
- Sultanow, Baqyt (* 1971), kasachischer Politiker
- Sultanow, Nikolai Wladimirowitsch (1850–1908), russischer Architekt und Hochschullehrer
- Sultanowa, Gjulnara Jurjewna (* 1975), russische Bürgerrechtlerin und LGBT-Aktivistin
- Sultanowa, Rinata (* 1998), kasachische Radrennfahrerin
- Sultanpuri, Majrooh (1919–2000), indischer Urdu-Dichter
- Sultanzade Mehmed Pascha (1603–1646), Großwesir im Osmanischen Reich
- Sültemeyer, August (1859–1930), deutscher Politiker (DNVP)
- Sültenfuß, Hans-Peter (1926–2018), deutscher Eishockeyfunktionär
- Sültenfuß, Paul (1872–1937), deutscher Architekt
- Sültenfuß, Tim (* 1993), deutscher Politiker (Die Linke), MdBB
- Sültenfuß, Wilhelm (1844–1924), deutscher Architekt des Historismus
- Sülter, Björn (* 1977), deutscher Autor, Journalist, Moderator, Podcaster und Verlagsleiter
- Sültmann, Heinrich (1874–1950), deutscher Pfarrer und Heimatforscher
- Sültmann, Herbert (* 1925), deutscher Fußballspieler
- Sültmann, Johann Friedrich (1800–1878), deutscher Landwirt und Politiker
- Sulton, Isajon (* 1967), usbekischer Schriftsteller und Übersetzer
- Sultonov, Bahodirjon (* 1985), usbekischer Boxer
- Sultonov, Humoyun (* 1998), usbekischer Tennisspieler
- Sultonov, Oʻtkir (1939–2015), usbekischer Politiker und Premierminister
- Sultonov, Rafikjon (* 1988), usbekischer Boxer
- Sultonow, Muchammad Imomalijewitsch (* 1992), russischer Fußballspieler
- Sultuane, Sónia (* 1971), mosambikanische Dichterin und bildende Künstlerin
- Sultzberger, Johann Siegmundt, sächsischer Beamter
- Sultzberger, Johann Sigmund (1657–1691), deutscher Jurist
- Sultzberger, Sigismund Friedrich (1596–1650), sächsischer Jurist
- Sültzen, Hartwig II. von der, Ratsherr und Bürgermeister von der Hansestadt Lüneburg
- Sultzer, Vinzenz (1778–1868), französische Ordensschwester und Generaloberin

### Sulu
- Sulu, Aytaç (* 1985), deutsch-türkischer Fußballspieler
- Suluhu Hassan, Samia (* 1960), tansanische Politikerin (CCM) und Präsidentin TansaniasSamia Suluhu Hassan (* 1960)

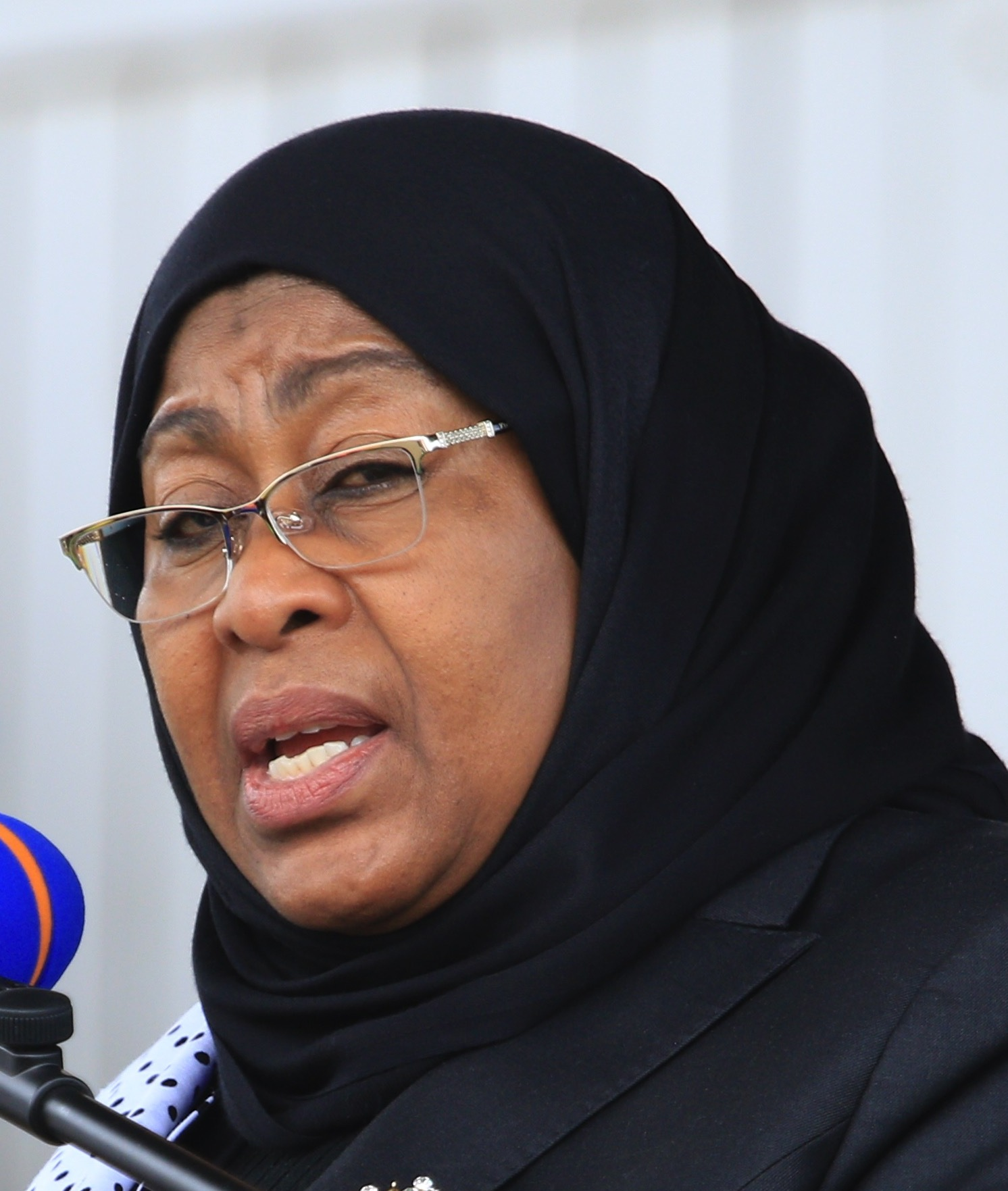
Samia Suluhu Hassan (* 1960)

- Sului Hajang Hau, Florentinus (1948–2013), indonesischer Ordensgeistlicher, römisch-katholischer Erzbischof von Samarinda
- Suluk († 738), Herrscher der Türgesch
- Sulumeti, Philip (* 1937), kenianischer Geistlicher, emeritierter römisch-katholischer Bischof von Kakamega
- Sülün, Yasin (* 1977), türkischer Fußballspieler
- Sülüngöz, Berkay (* 1996), schweizerisch-türkischer Fußballspieler

### Suly
- Sulyán, Alexa (* 2005), ungarische Sprinterin
- Sulyk, Stephen (1924–2020), US-amerikanischer Geistlicher, Metropolit der Erzeparchie Philadelphia
- Sulyma, Iwan († 1635), Ataman der Kosaken in der Ukraine
- Sulyok, Norbert (* 1967), österreichischer Polizeibeamter und Politiker (ÖVP), Landtagsabgeordneter
- Sulyok, Tamás (* 1956), ungarischer Anwalt und PolitikerTamás Sulyok (* 1956)

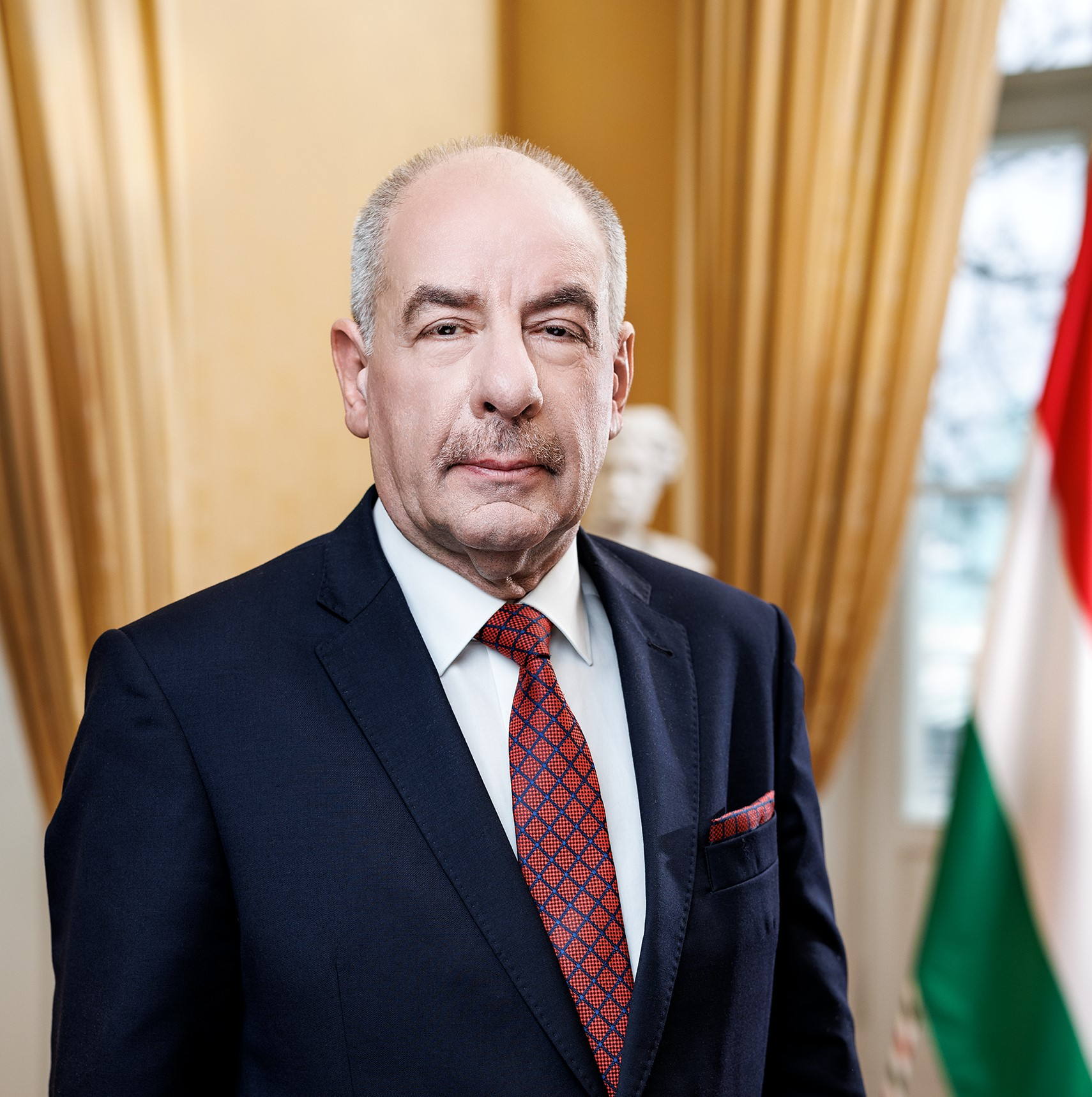
Tamás Sulyok (* 1956)

### Sulz
- Sulz, Eugen (1884–1965), deutscher Bibliotheksdirektor
- Sulz, Maria Theresia von (1634–1692), Äbtissin des Damenstifts Buchau
- Sulz, Serge K. D. (* 1946), deutscher Psychiater, Psychologe und Psychotherapeut
- Sulzbach, Abraham (1777–1865), deutscher Kaufmann und Herausgeber eines Börsenblattes
- Sulzbach, Abraham (1838–1925), deutscher Hebraist und Judaist
- Sulzbach, Adelheid von, Äbtissin des Reichsstiftes Niedernburg in Passau
- Sulzbach, Emil (1855–1932), deutscher Bankier, Komponist
- Sulzbach, Ernst (1887–1954), deutscher Verlagslektor
- Sulzbach, Herbert (1894–1985), deutscher Buchautor
- Sulzbach, Karl (1859–1931), deutscher Bankier und Mäzen
- Sulzbach, Katharina (* 1963), deutsche Juristin und Autorin
- Sulzbach, Paul Eck von, deutscher Alchemist
- Sulzbach, Rudolf (1827–1904), deutscher Bankier und Mäzen
- Sulzbach, Siegmund (1813–1876), deutsch-schweizerischer Kaufmann, Bankier und Mäzen
- Sulzbach, Walter (1889–1969), deutscher Soziologe
- Sulzbach, Zach (* 2010), US-amerikanischer Schauspieler
- Sulzbacher, Bruno (* 1936), österreichischer Komponist und Dirigent
- Sulzbacher, Fritz (* 1945), österreichischer Politiker (SPÖ), Landtagsabgeordneter
- Sulzbacher, Harald (* 1965), österreichischer Musikproduzent, Keyboarder und Pianist
- Sulzbacher, Lukas (* 2000), österreichischer Fußballspieler
- Sulzbacher, Max (1901–1976), deutsch-britischer Biochemiker
- Sulzbacher, Raphaela (* 1991), österreichische Biathletin und Skilangläuferin
- Sulzbacher, Valentin (* 2005), österreichischer FußballspielerValentin Sulzbacher (* 2005)

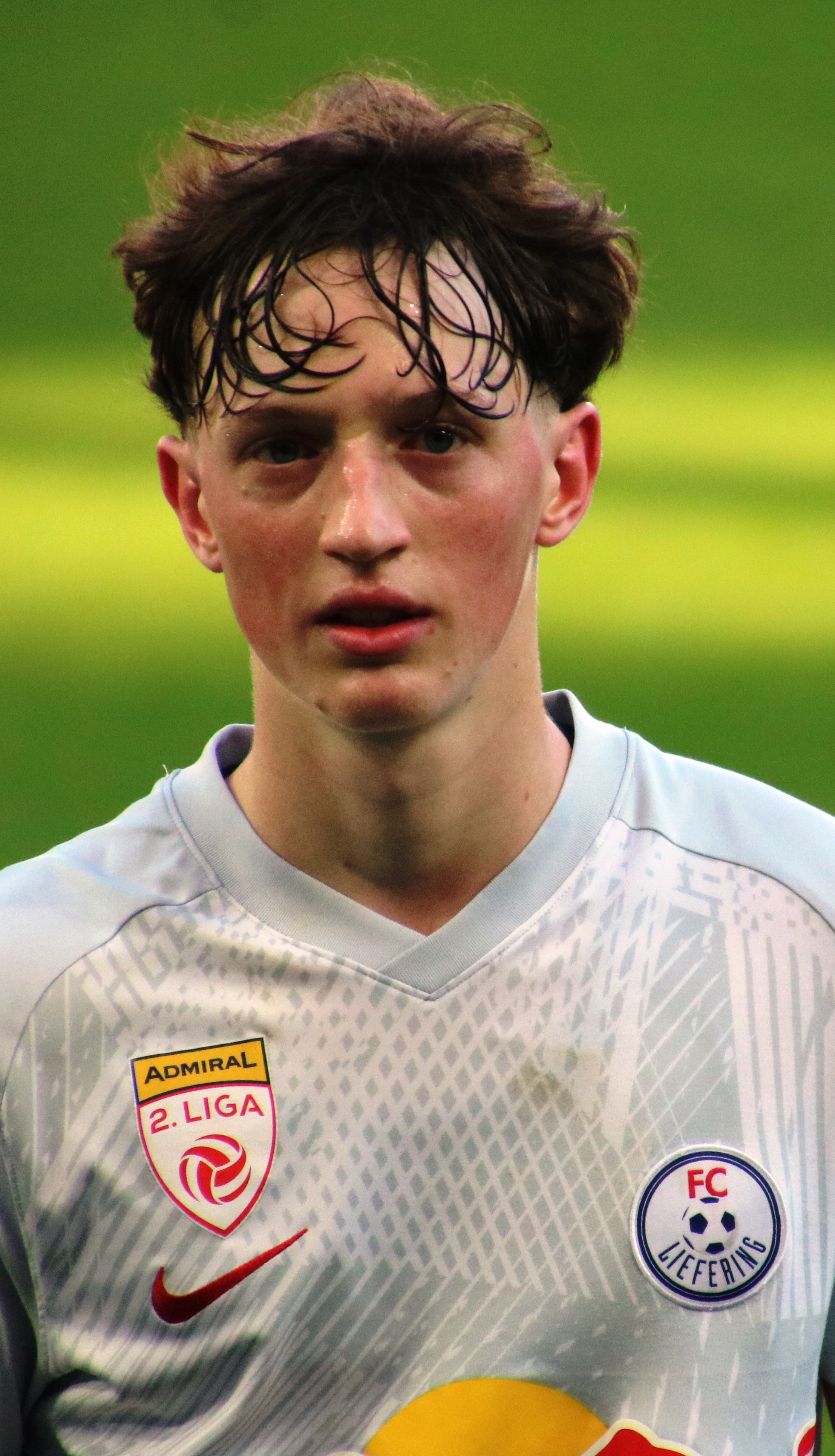
Valentin Sulzbacher (* 2005)

- Sulzbacher, Willy (1876–1908), französischer Fechter
- Sulzbachner, Max (1904–1985), Schweizer Maler, Grafiker, Illustrator, Masken- und Bühnenbildner
- Sulzberg, Philipp (1839–1889), deutscher Architekt und kommunaler Baubeamter in Heilbronn
- Sulzberger, Arthur Gregg (* 1980), US-amerikanischer Journalist, Herausgeber der New York TimesArthur Gregg Sulzberger (* 1980)

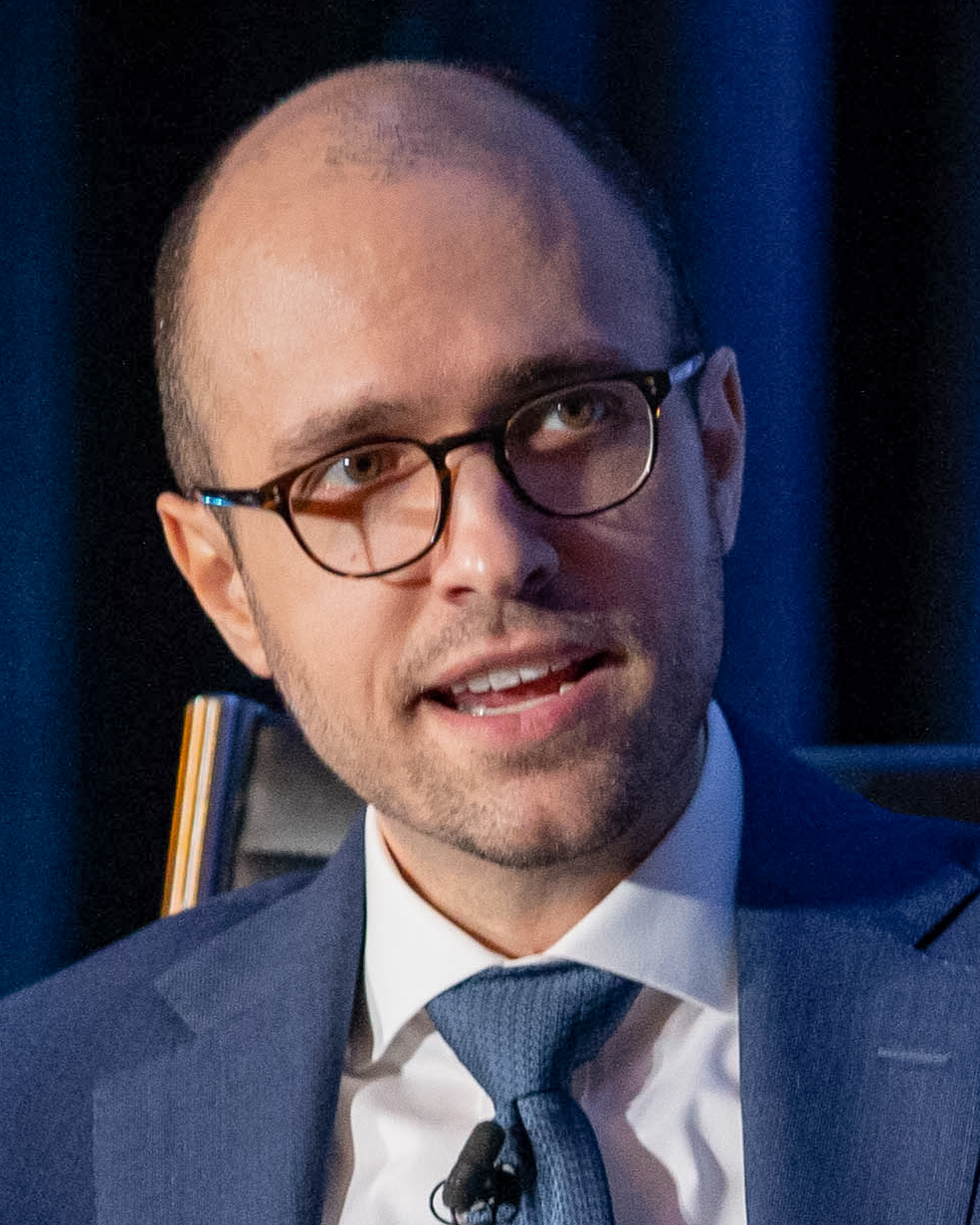
Arthur Gregg Sulzberger (* 1980)

- Sulzberger, Arthur Hays (1891–1968), US-amerikanischer Herausgeber der New York Times (1935–1957)
- Sulzberger, Arthur Ochs (1926–2012), US-amerikanischer Verleger und Herausgeber der „New York Times“
- Sulzberger, Arthur Ochs Jr. (* 1951), US-amerikanischer Herausgeber und Verleger
- Sulzberger, Benno (* 1947), österreichischer Politiker (FPÖ), Landtagsabgeordneter, Mitglied des Bundesrates
- Sulzberger, Bernard (* 1983), australischer Radrennfahrer
- Sulzberger, Hermann (* 1957), österreichischer Komponist und Musikbibliothekar
- Sulzberger, Huldreich (1819–1888), Schweizer reformierter Pfarrer und Historiker
- Sulzberger, Johann (* 1944), österreichischer Manager
- Sulzberger, Johann Christian (1730–1803), Gründer der "Dr. Sulzbergerschen Armen- und Krankenstiftung" und Erfinder der gleichnamigen Flusstinktur
- Sulzberger, Johann Ludwig (1815–1882), Schweizer Politiker und Richter
- Sulzberger, Johann Rupert (1595–1640), deutsch-österreichischer Mediziner, kursächsischer Leibarzt und Hochschullehrer
- Sulzberger, Karl (1876–1963), Schweizer katholischer Geistlicher, Denkmalpfleger und Amateur-Archäologe
- Sulzberger, Marcel (1876–1941), schweizerischer Komponist, Pianist und Musikschriftsteller
- Sulzberger, Marion Baldur (1895–1983), US-amerikanischer Dermatologe
- Sulzberger, Nikolaus (1938–2014), deutscher Opernregisseur
- Sulzberger, Wesley (* 1986), australischer Radrennfahrer
- Sulze, Christoph Bernhard (1829–1889), Organist und Hochschullehrer
- Sulze, Emil (1832–1914), deutscher lutherischer Theologe
- Sulze, Heinrich (1888–1958), deutscher Architekt, Bauforscher und Baubeamter
- Sulzenbacher, Hannes (* 1968), österreichischer Ausstellungskurator und Schriftsteller
- Sulzenbacher, Klaus (* 1965), österreichischer Nordischer Kombinierer
- Sulzenbacher, Kurt (* 1976), italienischer Skirennläufer
- Sülzenfuß, Jens (* 1939), deutscher Jazz-Moderator
- Sulzer, Alain Claude (* 1953), Schweizer SchriftstellerAlain Claude Sulzer (* 1953)

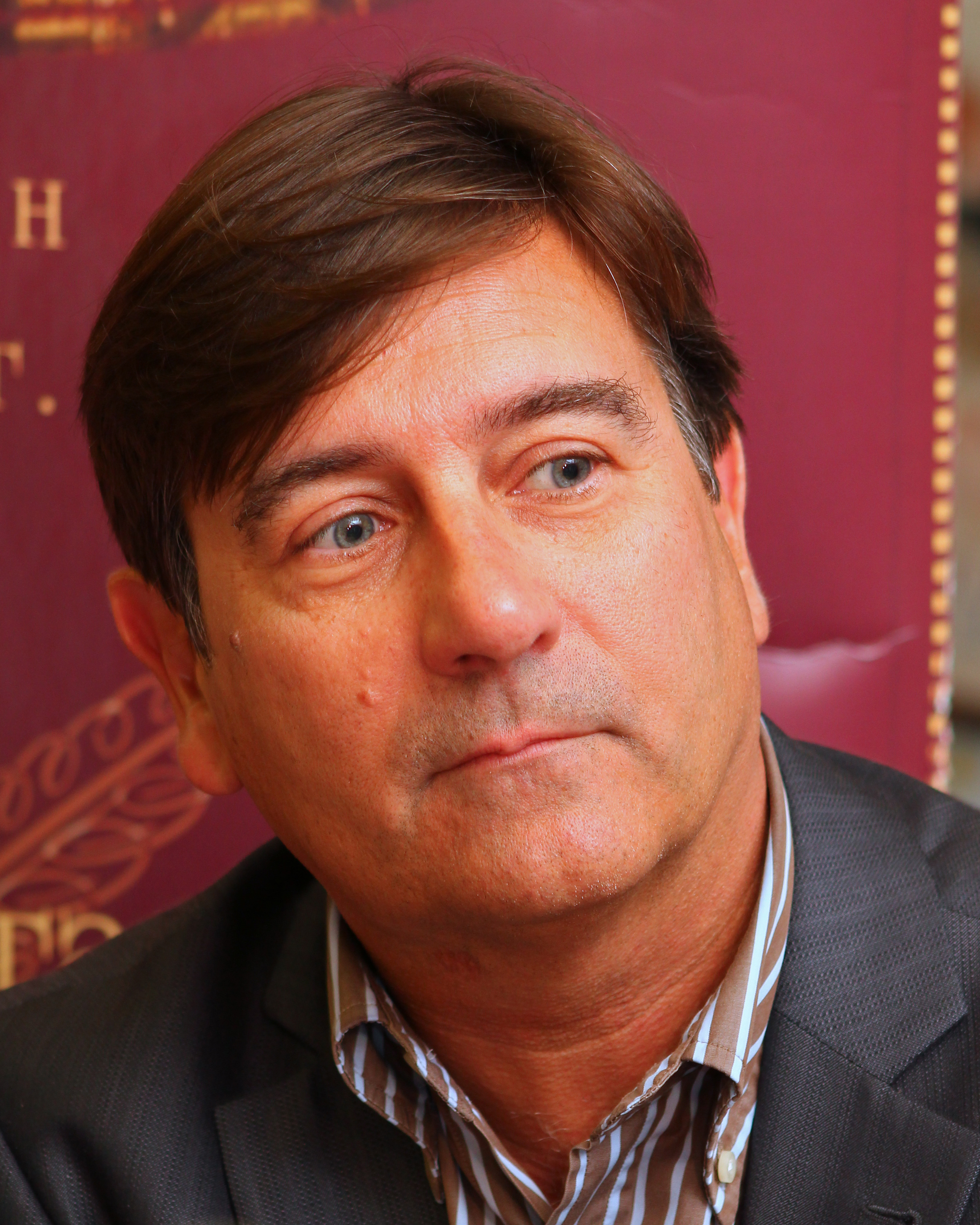
Alain Claude Sulzer (* 1953)

- Sulzer, Alexander (* 1984), deutscher Eishockeyspieler und -trainer
- Sulzer, Balduin (1932–2019), österreichischer römisch-katholischer Ordensgeistlicher, Musikpädagoge und Komponist
- Sülzer, Bernd (1940–2012), deutscher Schriftsteller
- Sulzer, Carl Jakob (1865–1934), Schweizer Ingenieur und Maschinenfabrikant
- Sulzer, Charles August (1879–1919), US-amerikanischer Politiker
- Sulzer, Cornelia (* 1964), österreichische Skilangläuferin
- Sulzer, Dario (* 1979), Schweizer Politiker (SP) und Kantonsrat
- Sulzer, David (1784–1864), Schweizer Porträt- und Genremaler
- Sulzer, Dieter (1943–1983), deutscher Germanist
- Sulzer, Dominik (* 2002), österreichischer Fußballspieler
- Sulzer, Elisabeth (1732–1797), Dame der Gesellschaft
- Sulzer, Erich (1929–1987), österreichischer Politiker (SPÖ), Landtagsabgeordneter, Mitglied des Bundesrates
- Sulzer, Franz Josef (1727–1791), österreichischer Historiker und Rumänist
- Sulzer, Friedrich Gabriel (1749–1830), deutscher Arzt und Naturforscher (Zoologe, Mineraloge)
- Sulzer, Georg (1844–1929), Schweizer Jurist, Schriftsteller und Spiritist
- Sulzer, Georg (* 2001), deutscher SchauspielerGeorg Sulzer (* 2001)

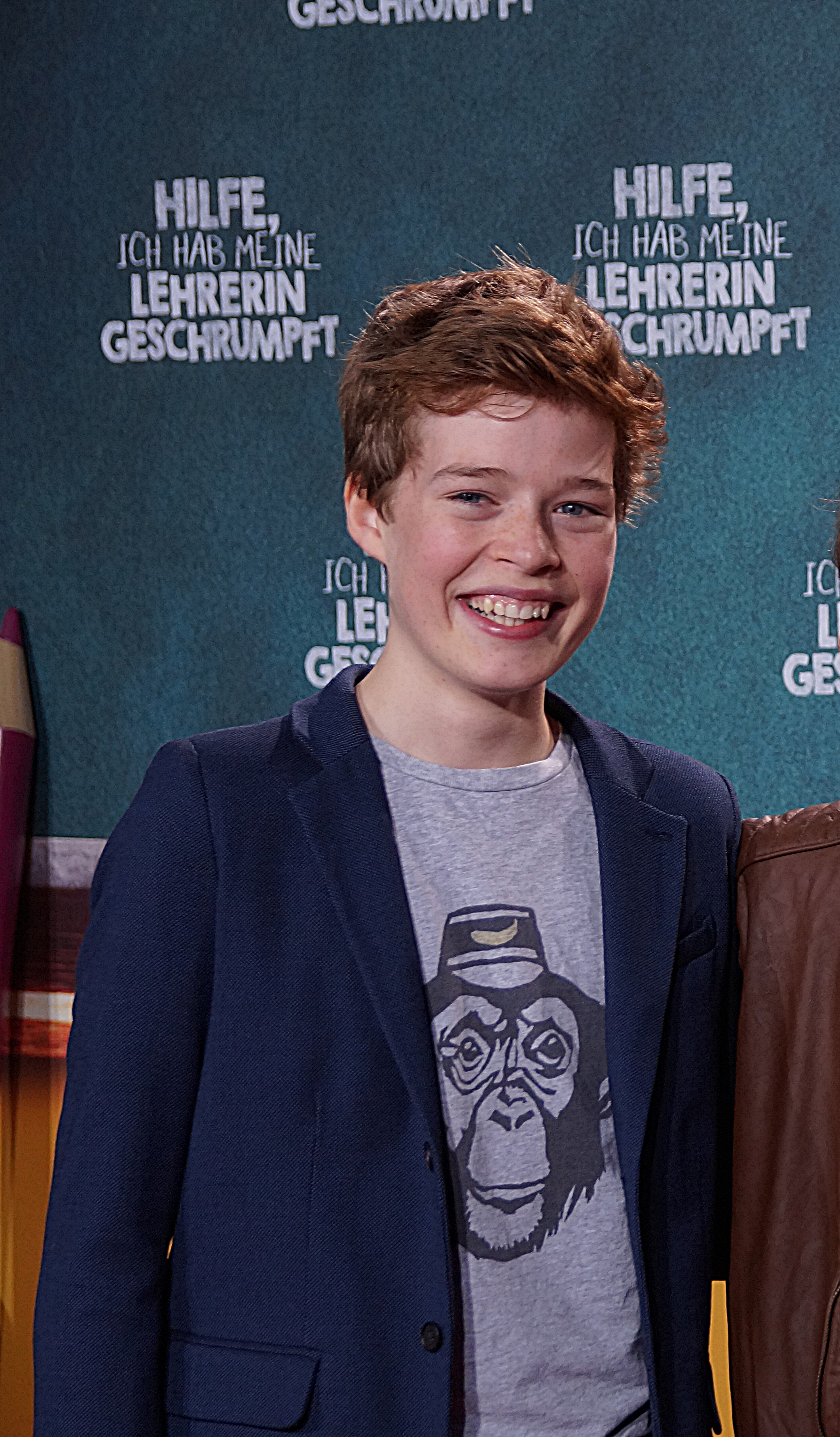
Georg Sulzer (* 2001)

- Sulzer, Hans (1876–1959), Schweizer Industrieller, Wirtschaftsvertreter und Diplomat
- Sulzer, Inge (* 1947), österreichische Politikerin (ÖVP), Landtagsabgeordnete
- Sulzer, Jakob (1908–1943), Schweizer Schauspieler
- Sulzer, Johann Anton (1752–1828), deutscher Theologe, Jurist, Hochschullehrer, Komponist, Dichter und religiöser Schriftsteller
- Sulzer, Johann Conrad (1745–1819), Schweizer evangelischer Geistlicher und Hochschullehrer
- Sulzer, Johann Georg (1720–1779), Schweizer PhilosophJohann Georg Sulzer (1720–1779)

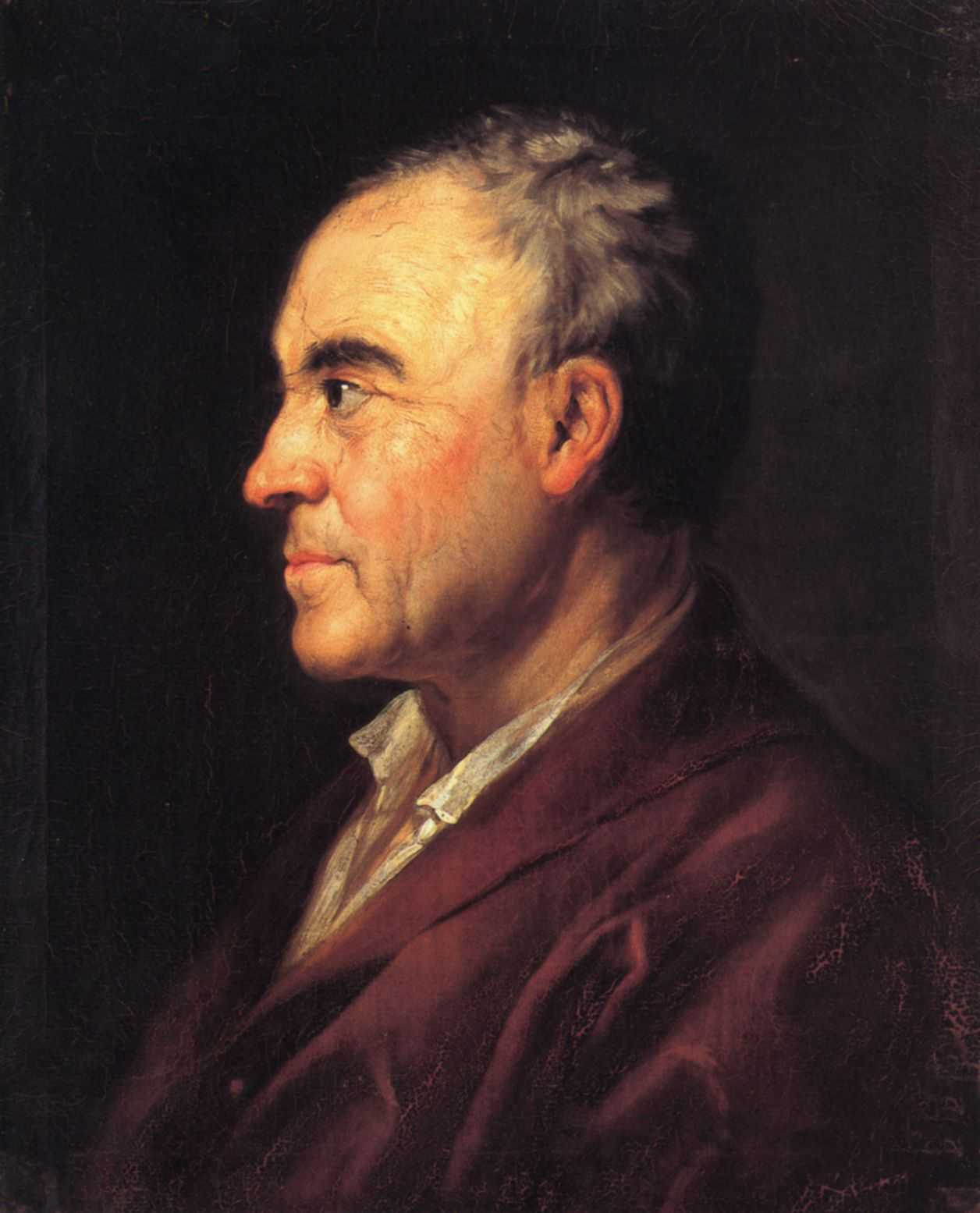
Johann Georg Sulzer (1720–1779)

- Sulzer, Johann Heinrich (1735–1814), Schweizer Mediziner und Entomologe
- Sulzer, Johann Heinrich (1765–1823), Schweizer Buchhändler und Politiker
- Sulzer, Johann Jakob (1782–1853), Schweizer Unternehmer, Glockengiesser und Gründer der Gebrüder Sulzer
- Sulzer, Johann Jakob (1806–1883), Schweizer Unternehmer und Eisengiesser
- Sulzer, Johann Jakob (1821–1897), Schweizer Politiker
- Sulzer, Johann Rudolf (1749–1828), Schweizer Politiker, Unternehmer und Schriftsteller
- Sulzer, Johann Rudolf (1789–1850), Schweizer Regierungs- und Grossrat
- Sulzer, Joseph (1850–1926), österreichischer Cellist und Komponist
- Sulzer, Julius (1830–1891), österreichischer Komponist und Pianist
- Sulzer, Julius Karl Emil (1818–1889), Schweizer Porträt- und Historienmaler
- Sulzer, Peter (1932–2019), deutscher Architekt und Autor
- Sulzer, Salomon (1804–1890), österreichischer Chasan, Komponist und Sakralmusiker
- Sulzer, Simon (1508–1585), reformierter Theologe und Reformator
- Sulzer, Stefan (* 2000), österreichischer Fußballspieler
- Sulzer, Theodor von (1801–1887), preußischer Beamter
- Sulzer, Ulrich (1463–1545), deutscher Kaufmann, Stadtgerichtsassessor und Ratsmitglied
- Sulzer, William (1863–1941), US-amerikanischer Politiker
- Sulzer, Wolfgang Jakob (1685–1751), Augsburger Politiker und Jurist
- Sulzer-Forrer, Emma (1882–1962), Schweizer Bildhauerin
- Sulzer-Kleinemeier, Erika (* 1935), deutsche Fotografin und Journalistin
- Sulzer-Neuffert, Katharina (1778–1858), Fabrikantengattin
- Sulzer-Steiner, Heinrich (1837–1906), Schweizer Ingenieur und Maschinenfabrikant
- Sulzer-Ziegler, Eduard (1854–1913), Schweizer Unternehmer und Politiker
- Sulzgruber, Werner (* 1968), österreichischer Lehrer und Lokalhistoriker
- Sulzmann, Bernd (1940–1999), deutscher Lehrer, Pädagoge, Lehrbeauftragter, Orgelsachverständiger, Orgelbauer und Sachbuchautor
- Sulzmann, Erika (1911–1989), deutsche Ethnologin
- Sulzmann, Stan (* 1948), britischer Jazzmusiker
- Sulzner, Marco (* 2003), österreichischer FußballspielerMarco Sulzner (* 2003)

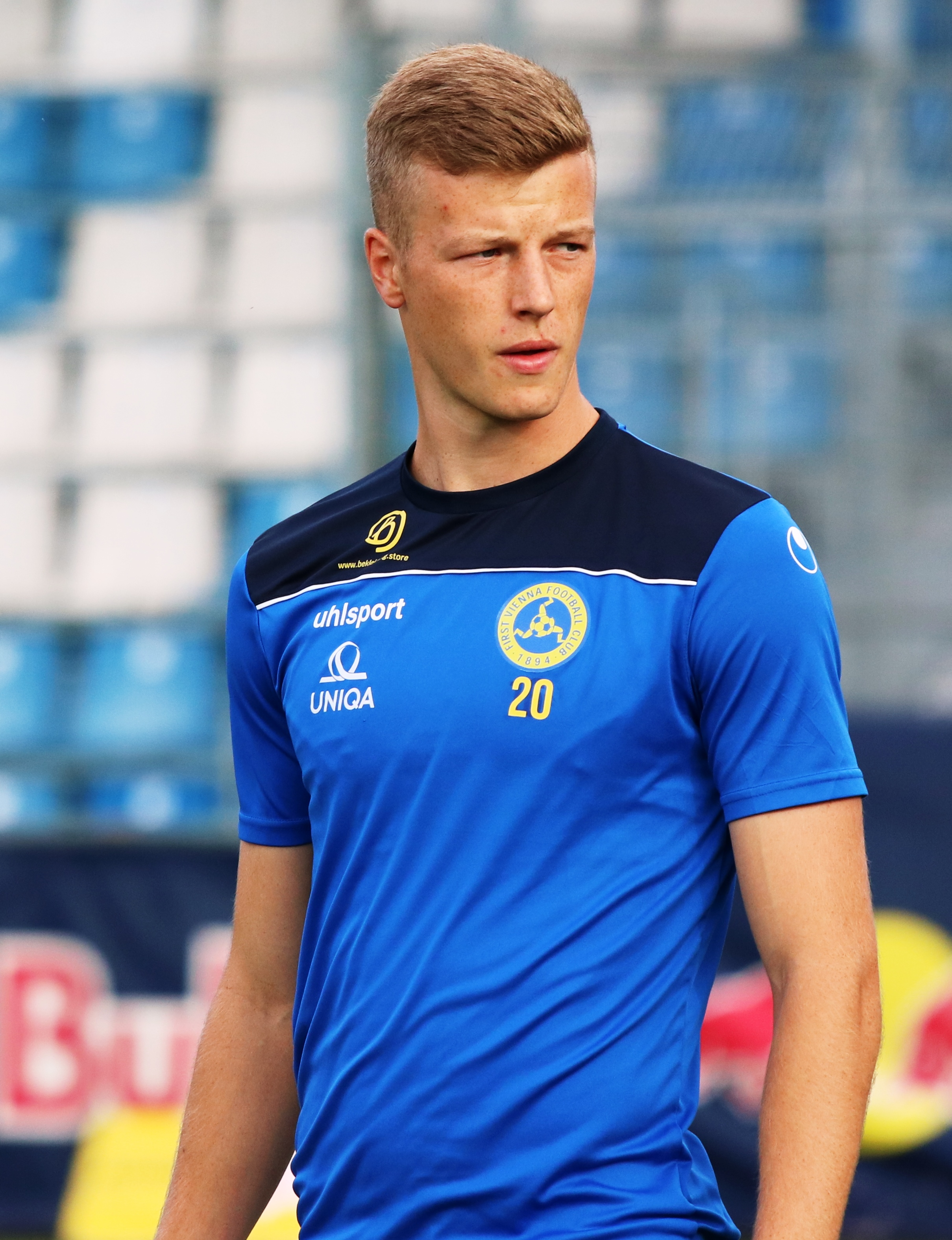
Marco Sulzner (* 2003)